# Град обреченный (роман)
«Град обрече́нный» — философский роман (часто называемый антиутопией) Аркадия и Бориса Стругацких. Писался «в стол», когда братья оказались в состоянии мировоззренческого кризиса, а затем оказались ограничены в возможностях публиковаться. Черновик рукописи они завершили в 1972 году и дорабатывали до 1975 года. В начале 1980-х годов первая часть романа использовалась при написании повести «Хромая судьба» (как содержание «Синей папки» главного героя). В 1988—1989 годах «Град обреченный» целиком печатался в журнале «Нева», практически сразу последовали книжные издания. Роман многократно переиздавался, включался в собрания сочинений Стругацких, переведён на многие западные языки.
Основное содержание романа, имеющего автобиографический подтекст, построено вокруг непонятного Эксперимента, который некие Наставники проводят в искусственно созданной среде. Мир романа характеризуется двумя доминантами — бесконечной пустотой и Жёлтой Стеной, — на узком уступе между которыми расположен Город. Солнце в мире Эксперимента, подобно электрической лампочке, «включается» и «выключается». Объектами Эксперимента являются самые разные люди XX века, заброшенные в единственный Город из разных лет и ситуаций — немецкий военнопленный Фриц Гейгер, американский социолог Дональд, русский солдат дядя Юра, китаец Ван Лихун, шведская проститутка Сельма Нагель. Они совершенно свободно понимают друг друга, хотя каждый из них утверждает, что все вокруг говорят на его родном языке. Действующая власть откровенно неэффективна, осуществляется постоянная ротация профессий по случайному принципу, когда, например, мусорщик может быть назначен полицейским следователем. В Городе процветает преступность, а на улицах хозяйничают невесть откуда взявшиеся павианы. В этих условиях бывший унтер-офицер вермахта Фриц Гейгер устраивает переворот, провозгласив наведение порядка под лозунгом «Эксперимент над экспериментаторами». Приближёнными президента Гейгера становятся самые разные обитатели Города: комсомолец-сталинист Андрей Воронин, диссидент Изя Кацман (открывший главную тайну Города и Эксперимента), боксёр Румер, полковник Сент-Джеймс и другие. Когда ситуация в Городе нормализуется, Изя Кацман пугает Фрица угрозой «сытого бунта» в условиях ограниченности перспектив развития и отсутствия скрепляющей общество идеологии. Ставший президентским советником Андрей, мучимый любопытством, добивается отправки научной экспедиции для достижения крайних пределов мира. В финале романа Воронин и Кацман, единственные выжившие из членов экспедиции, сталкиваются со своими зеркальными отражениями. Перед этим Андрей констатирует, что утратил все иллюзии, не обрёл взамен ничего и «повис в пустоте». После того, как Воронин выстрелил в себя-зеркального, он снова оказался в Ленинграде 1951 года, вернувшись в тот момент, из которого он попал в Город Эксперимента.
Литературные критики выдвигали множество интерпретаций романа — от социально-политических до психологических и философско-религиозных.
«Град обреченный» удостоен Беляевской премии за 1990 год в категории «Фантастическая книга» и премии «Великое Кольцо» (1989) в категории «Крупная форма».

## Сюжет

### Фантастический мир
Действие романа происходит в Городе, не имеющем названия. Город располагается в искусственном мире на нешироком утёсе между бесконечно высокой Жёлтой стеной и бесконечно глубоким обрывом. Условные ориентиры выстраиваются так: за юг принимается направление к солнцу, за север — противоположное направление. Солнце — тоже искусственное, это огромный светильник неизвестной природы, который включается и выключается чётко по расписанию. С течением времени город передвигается всё дальше к югу, оставляя за собой руины. Это передвижение обусловлено поиском пригодных условий для жизни, в частности воды. Люди, живущие в Городе, вовлечены в Эксперимент, о котором никто ничего не знает, более того, это незнание называется условием самого Эксперимента. На протяжении всего романа вопросы о начале, сути и целях эксперимента остаются без ответа. Представителями Эксперимента, которые, однако, прямо не вмешиваются в людские дела, являются загадочные «Наставники». Именно они неизвестным способом доставляют в Город людей из разных моментов реальности XX века. Так встретились астроном Андрей Воронин, советский еврей — педагог Изя Кацман, бывший вояка вермахта Фриц Гейгер и жертва китайской культурной революции Ван Лихун. Главная особенность жизни в Городе — принудительное право на «разнообразный труд», поэтому раз в три месяца некая распределительная машина случайным образом изменяет профессии всех жителей. Андрей Воронин из мусорщика превращается в следователя полиции, а Ван Лихун, отработав кузнецом и дворником, противится превращению в директора обувного комбината. Профессии не меняют только фермеры, которые выращивают продовольствие на болотах южных, незастроенных окраин Града.

Структура города из рабочего дневника Аркадия и Бориса Стругацких от 26 июня 1969 года. Подписи гласят: сверху «пропасть», снизу «обрыв наверх (склон крутой горы)». Слева указаны «пустыня», «современный город» и «развалины старых городов», в центре «начало», а справа — «совр[еменный] город № 2»

В центре повествования находится Андрей Воронин, который попал в Город 23-летним комсомольцем из Ленинграда 1951 года. Этапам его биографии в Городе соответствуют структурные части романа, четыре из шести которых именуются по должности, занимаемой на данный момент Ворониным, подчёркивая его социальный рост и личностные изменения. Время действия в каждой из частей не превышает одних суток, промежутки действия между частями занимают как минимум год. Ключевыми в содержании первых четырёх частей являются социальные проблемы: власти, борьбы «за» и «против» чего-либо или кого-либо, предательства, закона и т. д. В пятой и шестой частях повествование выходит за границы судьбы персонажа.

### «Мусорщик»
В первой части — «Мусорщик» (4 главы) — раскрываются все характерные особенности мира Града и вводится характер главного героя. Воронин, обучавшийся в СССР на звёздного астронома, назначен мусорщиком. Он воспитан как ярый коммунист и полон энтузиазма, считая Эксперимент продолжением «дела Сталина» и являя собой образец идеального идеологического и социального подчинённого. Здесь же появляются другие главные герои — Изя Кацман (пришелец из Ленинграда 1967 года), унтер-офицер вермахта Фриц Гейгер, русский солдат и председатель послевоенного колхоза дядя Юра Давыдов, больше всего на свете ценящий свободу, и шведская проститутка Сельма Нагель, с которой Андрей быстро сходится.

### «Следователь»
Во второй части — «Следователь» (4 главы) — намечаются перемены во внутреннем мире Андрея. Изначально он находился в самом низу социума, испытывая своего рода мазохистское удовольствие от несоответствия интеллектуального и общественного статуса. В прокуратуре Города он становится орудием закона, хотя новая профессия даётся ему нелегко. Однако профессия следователя заставляет Андрея впервые вырваться из прежде узкого круга общения, столкнувшись с самыми разными людьми и даже страшными чудесами Города. Одним из безнадёжных дел, которые расследует Андрей, является казус с так называемым «Красным Зданием», в котором бесследно пропадают люди. Здание при этом никогда не остаётся на одном месте и описывается разными свидетелями по-разному. Андрею не нравится, как его коллега-следователь Фриц обходится с задержанным бандитом по кличке Копчик, и особенно неприятное впечатление на Андрея производит, когда Фриц вместе с подручным-боксёром Румером избивает Изю Кацмана и сажает его в тюрьму. Особенно сильно на Андрея влияет посещение Красного Здания и игра в шахматы с Великим Стратегом, фигурками в которой были лично знакомые и дорогие Воронину люди. Когда он протестует и прерывает партию, вырвавшись из Здания, бывший осведомитель гестапо в Лодзи пан Ступальский рассказывает Андрею, что все обитатели Города, по его мнению, давно мертвы и оказались, вероятно, в первом круге Дантова ада. Личностный сдвиг происходит исподволь, но сам Воронин пока не в состоянии осознать, в каком направлении.

### «Редактор»
Ещё один шаг к росту над собой Андрей совершил в третьей части — «Редактор» (3 главы). Воронин сделался главным редактором городской газеты. Он оказался в эпицентре острого кризиса: из-за аварии у Наставников солнце не горит уже двенадцать суток, в Город приезжает множество фермеров, а Фриц Гейгер готовит революцию. Андрею на его посту остаётся только придерживаться нейтрального курса. Когда редактор отправляется в мэрию, его избивает Копчик, занявший высокий пост. Далее наступает Поворот — смена власти в Городе, которая совпадает по времени со внутренним переломом в личности Андрея, начавшимся ещё в Красном Здании. Из тюрьмы возвращается амнистированный Изя, который даже не считает, что должен прощать Андрея: «Ты был оболваненный. С тобой ведь по-человечески разговаривать было нельзя. Я знаю, я ведь и сам долгое время был таким…» В самом конце третьей части японец-репортёр Кэнси Убуката, не желая поступаться своими принципами, провоцирует чиновника новой власти — некоего Цвирика — выстрелить в него.

### «Господин советник»
Обновлённый Андрей Воронин предстаёт в четвёртой части «Господин советник» (3 главы). Андрей поднялся почти до самой вершины власти в Городе — он главный советник по науке Президента Фридриха Гейгера. Воронин показан как своего рода двойник Гейгера, развивавшийся сходным путём, хотя и противопоставляющий себя ему («Андрея вдруг ошеломила простая и страшная в своей простоте мысль: ведь это всего-навсего унтер-офицер вермахта, солдафон, недоучка, десяти порядочных книжек за всю свою жизнь не прочитал, а ведь ему — решать!.. Мне, между прочим, тоже решать, подумал он»). У Андрея всё стало «как у настоящих взрослых»: облечённость властью, прекрасно обставленный дом, красавица-жена — Сельма Нагель, умница любовница-секретарша Амалия Торн и даже экзотическое хобби — коллекционирование антикварного огнестрельного оружия. Он уверенно вершит судьбы людей: способен пристроить в научный отдел чью-то дочь, которая интересуется космографией, или вновь прибывшего в Город некоего Дугласа Кетчера. В финале четвёртой части Андрей в последний раз видит Красное Здание, заброшенное и начавшее разрушаться.

### «Разрыв непрерывности»
В пятой части романа — «Разрыв непрерывности» (4 главы) — Воронин возглавил большую экспедицию, официально — для топографических съёмок северных, заброшенных кварталов Города. На самом деле Гейгер поручил советнику провести глубокую разведку и установить существование так называемого Антигорода, который может стать удобным для власти источником внешней угрозы. Андрей не верит в это, ему интересно дойти до истоков искусственного мира, который обязан иметь предел. Однако во время экспедиции оказалось, что Воронин — плохой руководитель: только благодаря помощи полковника Сент-Джеймса и неофициального политкомиссара и разведчика-архивиста Изи Кацмана временно удаётся избежать бунта. Воронину противостоит явный лидер бунтовщиков, рыжий рядовой Хнойпек, который притащил откуда-то из руин «жалкую девку, прозванную Мымрой, лопочущую что-то на непонятном языке». Воронин изнемогает от злости и усталости, но что-то внутри не даёт ему начать пороть и расстреливать подчинённых. Он мучится рефлексиями, мысленно называет себя «демократом вшивым, народолюбцем» и приходит к выводу, что Фриц в подобной ситуации поставил бы кого-нибудь к стенке, а Мымру без раздумий вышвырнул бы вон. Андрей интуитивно понимает, что если вернётся из экспедиции с успехом, то его ожидает пустота, и «господин советник» — отнюдь не самая высокая планка, которой человек может достигнуть в жизни. Чтобы отвлечься от этих мыслей, Андрей (а также неведомо откуда взявшийся Немой с вырезанным языком, Изя и политический беженец из Города кореец Пак) исследует мёртвые кварталы. Воронин и его спутники видят ожившие статуи, Андрей неудачно дискутирует с идолами чужого величия в Пантеоне. Попав в загадочную «рябь», Изя, Немой и Андрей за секунду проживают несколько суток. Обнаружив, что другие участники экспедиции перебили друг друга, а полковник умер от сердечного приступа ещё до начала мятежа, Андрей вместе с Изей решает продолжать поход. Немой предстаёт в облике Наставника, и Андрей со злостью убеждается, что это — всего лишь его собственная совесть.

### «Исход»
В заключительной части — «Исход» (не разделённой на главы) — Андрей и Изя попадают в сюрреалистическую реальность, в которой Город исчезает, и начинается пустыня, описанная в кафкианских тонах. Солнце находится в зените — близка нулевая точка. Путники уже миновали таинственные объекты: Башню, Павильон и даже Хрустальный дворец («Нормальный человек, как до Хрустального Дворца дойдёт, так там на всю жизнь и останется. Видел я их там — нормальных людей… Хари от задницы не отличишь…»). В Хрустальном дворце Изя написал «Путеводитель по бредовому миру», пятьдесят экземпляров которого тащит с собой и укладывает в возводимые на пути каменные пирамидки, как своего рода демиург. В самом финале Андрей и Изя сквозь пыльную бурю наблюдают своих двойников. Несмотря на окрики Кацмана, Андрей стреляет из пистолета в себя — второго, — приняв его за врага, тоже тянущегося и выхватывающего пистолет. «И был удар в грудь, от которого разом погасло солнце…» Наставник торжественно говорит из тьмы: «Первый круг вами пройден. <…> — Потому что их ещё много впереди». Андрей обнаруживает, что находится в своей комнате в Ленинграде 1951 года, а пронзительный детский голос за окном кричит: «Иська! Кацман! Иди, тебя матка зовёт!..»

## История создания

### Творческий замысел и его оформление

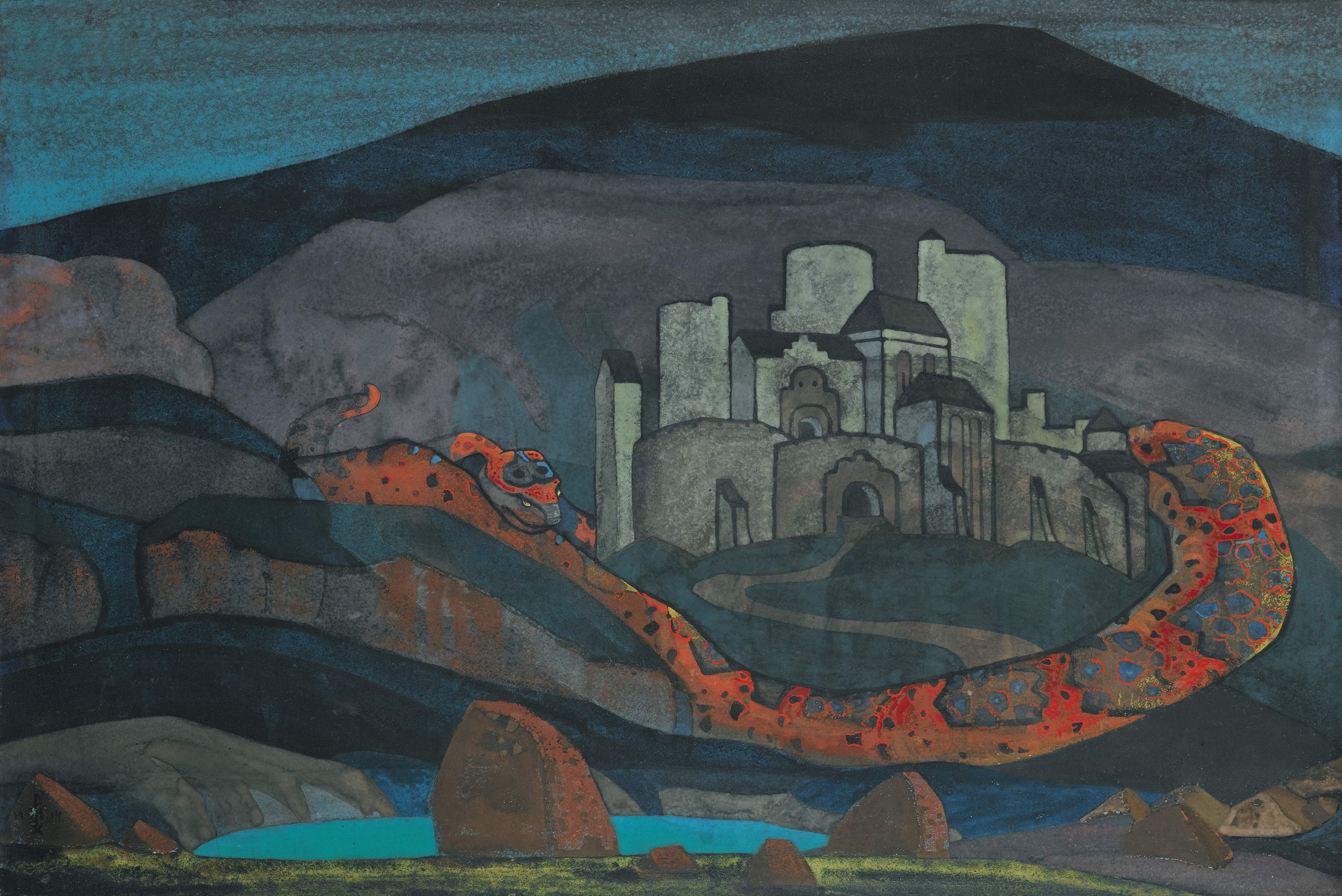
Николай Рерих. Град обреченный. 1914. Холст, масло. 43 × 66 см. Музей Николая Рериха, Нью-Йорк

В «Комментариях к пройденному» Борис Стругацкий утверждал, что первичная идея романа впервые возникла в доме творчества в Голицыне, когда в марте 1967 года соавторы активно работали над «Сказкой о Тройке». Несмотря на то, что замысел был зафиксирован в рабочем дневнике, реконструировать его невозможно, например, он фигурировал под названиями «Новый Апокалипсис», а также «Мой брат и я». Изначальный замысел, вероятно, являлся автобиографическим. По свидетельству Б. Стругацкого, «ни над каким другим нашим произведением (ни до, ни после) не работали мы так долго и так тщательно». Первый подробный план произведения был составлен в июне 1969 года, и тогда же было принято название «Град обрече́нный», заимствованный у одноимённой картины Николая Рериха, поразившей соавторов «своей мрачной красотой и ощущением безнадёжности, от неё исходившей». Написание романа шло в шесть этапов, суммарно — 70 полных рабочих дней на протяжении двух с четвертью лет.
В рабочем дневнике Стругацких слова «Новый Апокалипсис», обведённые рамкой, помечены 15 марта 1967 года. Однако дневниковых записей, которые действительно имели отношение к этому замыслу, очень мало. 25 марта 1968 года Борис Стругацкий записал в своём дневнике сюжет о блуждающем доме, который охотится на людей. В письме брату от 7 мая 1968 года Аркадий Стругацкий сообщал, что зафиксировал «несколько сыроватых идеек, думаю, можно будет использовать для „Апокалипсиса“ („Мой брат и я“ тож). Идейки записал. Пусть лежат». Записи об этом в архиве писателей не сохранились или не обнаружены. 4 июня 1968 года в рабочем дневнике зафиксирован замысел «Мой брат и я, или Новый апокалипсис», продолженный в октябре того же года. Речь шла о городе, «которым управляют мёртвые, заставляя жить живых по законам мёртвых». В октябре добавилась идея шахмат, в которых фигуры — реальные люди; каким-то образом они связывались с героем-следователем. В переписке Аркадия и Бориса Стругацких новые замыслы фиксировались 4 января 1969 года. Проект назывался «Люди и боги», будучи, видимо, параллельным к предыдущему. В этом варианте пришельцы улавливают и исполняют любые мысленные пожелания, кем бы они ни были выражены, включая детей и стариков. Это сразу ставило проблему описания непротиворечивой модели сохранения подобного общества. Местом действия должен был стать зачарованный город с картины Рериха «Град обреченный». Та же картина метафорически передавала основу замысла — источником очарованности и обречённости является не змей, а сами жители города. Возникла и структура Города, нарисованная в рабочем дневнике: это узкая полоска, которую ограничивают «пропасть» и «обрыв наверх (склон крутой горы)». Слева указаны «пустыня», «современный город» и «развалины старых городов», а справа — «совр[еменный] город № 2». В центре мира на большом удалении от городов изображено некое «начало». Позднее Борис Стругацкий вспоминал, что в те годы у них была только чёрно-белая репродукция картины Рериха и они не знали, что картина существует в двух вариантах — с жёлтым и красным змием. Затем эта репродукция затерялась. Впрочем, при личной встрече в комаровском доме творчества 11 января соавторы приступили к разработке повести «Отель „У Погибшего Альпиниста“».
В рабочем дневнике запись «Обдумываем „Град обреченный“…» появляется 23 июня 1969 года (обсуждение длилось до 28 июня). Здесь помещены четыре варианта эксперимента, включая колонизацию (изучение психологии будущих рабов), исследование разумности человека, отбор наилучших представителей для контакта или попытку помочь человечеству, отобрав лучших преобразователей. В этом варианте жители Города исполняют бессмысленную работу, поскольку Боги снабжают их за неё продуктами и одеждой. Воронину по первоначальному замыслу было 27 лет, а дяде Юре и Фрицу Гейгеру — по пятьдесят. Идеалисту Дональду Куперу 35 лет, он окончил Гарвардский университет. Ван Лихуну — 27 лет, он учитель из Пекина, который бежал из Китая куда глаза глядят. Присутствовала и идея «лотерейного общества», только профессии и социальные роли менялись раз в неделю. Вариант финала был таков: владыки признаются, что замкнули в Эксперименте пространство и сами не знают, как отсюда выйти.

### Ход написания
Подготовка к работе над романом шла в феврале 1970 года. Рабочий дневник начинается записью от 19 февраля: «работать над ГО». Часть первая носила название «Мусорщик», вариант — «Энтузиаст». Вместо Изи Кацмана в записи от 19 февраля значился Сёма Хейфиц, а дядя Юра Давыдов был не колхозником, а строителем.

Пара: Андрей и Фридрих, оба югенды, оба из рабочих, оба спасают мир. Оба фюрерофилы. Считают себя лютыми врагами друг друга, но в каждом конкретном вопросе оказываются на одной стороне: оба ненавидят Сёму, оба презирают Купера, оба считают, что пора наконец навести порядок.
В записи от 21 февраля была помещена сводка лет, из которых герои прибыли в Град: Андрей — из 52-го, немец из 45-го, мужик — из 47-го, и Хейфиц из 69-го. 22 февраля обсуждалась концовка: «Единственная дорога — назад, к нулевой точке. Он увлекает за собой всех: Хейфица, немца, китайца. По дороге все гибнут. У нулевой точки он убивает своего двойника и оказывается в своей комнате перед зеркалом. Сидит вербовщик: „Первая часть Эксперимента закончена. Согласны вы на вторую часть?“» Суть фашизма после переворота Гейгера трактовалась авторами глобально: «человек versus вселенная». Одним из крупнейших проектов новой власти было строительство Башни и производство парашютов, чтобы исследовать, что находится под Обрывом. Сельма должна была погибнуть в четвёртой части. В финальной пятой части Хейфец в порыве откровенности объявляет, что целью цивилизации является создание духовных ценностей. Сессия завершилась 3 марта 1970 года. Написание романа продолжилось 9 апреля того же года в Комарово (до 21 апреля), в рабочем дневнике упоминается «Изя», который издевается над мазохизмом мусорщика-Андрея. В одном из писем Борис Стругацкий сообщал брату: «Перечитал вчера ГО. Нет, брат, это может быть хорошая вещь! Это мы с тобой напишем! <…> ГО надо растянуть во времени, чтобы было время вспомнить и забыть — вспомнить важное, забыть неважное». В ноябрьской переписке братьев говорится, что «Град» — это вещь «неожиданная» и при работе «как никогда раньше необходимо длительное накопление и укладывание впечатлений и новых идей». Третий этап работы над романом шёл в Комарово с 15 по 27 декабря, когда была полностью закончена третья часть.
Значительную часть 1970 и 1971 годов у Стругацких заняло написание повестей «Отель „У Погибшего Альпиниста“», «Малыш» и «Пикник на обочине». Согласно рабочему дневнику, работа над «Градом обреченным» возобновилась в Комарово 2 декабря 1971 года. В этот раз соавторы оформляли картину Города при Гейгере, характеризуя его как «мещанский рай, кибуц». К 11 декабря общий объём рукописи достиг 256 листов. В очередной раз совместная работа над романом продолжилась с 12 по 21 апреля 1972 года (всего 305 страниц). Во время апрельской сессии последнюю часть романа было решено разделить на две:

1) Город статуй, ужас, попытки бунта, катапульты с планерами, гибель полковника. Солдаты уходят, Андрей остаётся с Изей. Злоба к устройству мира.

2) Последние мили. Изю тащит на спине. Встреча с двойником.
21 мая 1972 года в Комарово работа продолжилась. 27 мая в рабочем дневнике указано, что черновик объёмом 353 страницы закончен. Судя по рабочему дневнику, и в октябре активно шла правка черновика. В дневник переписан заголовок передовой номера «Ленинградской правды» от 19 января 1951 года «Любовь ленинградцев к товарищу Сталину безгранична», который вошёл в финальную сцену. В интервью, данном В. Зуеву в 1974 году, Аркадий Натанович сообщил, что «мы сейчас пишем очень большую вещь, самую большую по объёму. Это единственное, что я могу сказать о нашей теперешней работе и планах. Впрочем, ещё название — „Град обреченный“». В рабочем дневнике от 20 января 1975 года содержится запись: «Будем переписывать ГО?» Работа также велась 29 и 30 января 1975 года; в дневнике упомянуто, что авторы хотели переименовать героев, именно тогда кореец Ни превратился в Пака, а Сёма Хейфиц — в Изю Кацмана. Ни в переписке, ни в рабочем дневнике окончание белового варианта «Града обреченного» не отмечено, лишь в письме Бориса Натановича брату от 23 августа 1975 года сказано дословно: «Труд, завещанный мне богом, я благополучно закончил 31.07». Эта дата совпадает с датой, помещённой на титульный лист беловой рукописи (31 июля 1975 года), и не вызывает сомнений.

### Рукописи, текстовые варианты, издания
В архиве авторов сохранилось три экземпляра машинописи, первый из которых подписан «черновик», второй — «чистовик», третий вложен в папку с чистовиками других произведений. Рукопись черновика помечена: «начат 25 февраля 1970 — окончен 27 мая 1972 года». Различия между вариантами — в стилистической и мелкой фактической правке, крупных исправлений в сюжете и структуре текста нет. В черновике четвёртая часть именовалась «Будни». На одном из чистовиков проставлены даты: «24 февраля 1970 — 27 мая 1972 — 31 июля 1975».
По утверждению Б. Стругацкого, братья понимали, что роман в общественно-политической ситуации «застоя» не мог быть напечатан, более того, они не стремились читать при посторонних рукопись и распространять её в самиздате. «Поэтому черновик мы прочли (вслух, у себя дома) только самым близким друзьям, а все прочие интересующиеся ещё много лет оставались в уверенности, что „Стругацкие, да, пишут новый роман, давно уже пишут, но всё никак не соберутся его закончить“». После «дела Хейфеца — Эткинда» 1974 года, когда Б. Н. Стругацкому пришлось давать показания в Комитете государственной безопасности, единственная беловая рукопись была распечатана в трёх экземплярах, два из которых были переданы на хранение в Москву и Ленинград. Лишь после наступления перестройки роман вышел в свет.
Однако, судя по материалам архива писателей, ситуация была многомернее. Авторы рассчитывали куда-то пристроить некий идеологически приемлемый и в то же время внутренне завершённый отрывок. Борис Натанович писал Аркадию 29 ноября 1973 года, что В. Дмитревский просил материал для очередного ленинградского сборника фантастики (будущее «Кольцо обратного времени») и ему был предложен «Переворот» из третьей части недописанного «Града». Аркадий Натанович отнёсся к идее скептически, и действительно отрывок оказался неприемлемым. Доработка романа затянулась из-за занятости авторов повестью «За миллиард лет до конца света». В январе — феврале 1975 года Борис Стругацкий предложил редакции журнала «Нева» пятую часть романа, которую срочно перерабатывал для публикации под названием «Экспедиция на север». Аркадий Натанович из-за болезни самоустранился от этой работы. Андрей превратился в поляка Анджея Галчинского, а Изя — в русского Изяслава Шереметьева, чьё имя тоже сокращается «Изя». Кореец Ни окончательно превратился в Пака, а рядовой Хнеупек в Хнойпека, что вошло в беловой вариант завершённого романа. Для публикации была изменена концовка четвёртой главы и добавлено предисловие, основная часть которого являет собой краткое описание того, что собой представляет Город, как в него попадают и как там живут. Никаких подробностей о предыдущих событиях не сообщается. Рукопись была возвращена редакцией без всяких комментариев. Этот вариант под тем же названием «Экспедиция на север» через 12 лет опубликован в таллинском журнале «Радуга» (номера с первого по четвёртый за 1987 год).
В 1987 году отрывок с игрой в шахматы Воронина и Великого Стратега был опубликован в журнале «Знание — сила» (№ 12), и в первом номере за 1988 год вышел фрагмент из третьей части о событиях в редакции возглавляемой Ворониным газеты сразу после переворота. Некоторые фрагменты третьей части печатались в газете «Ленинградский рабочий» (4, 11, 16 и 25 сентября 1987 года). Полный текст романа был принят редакцией журнала «Нева», после чего текст подвергся очередной литературной правке, которая затронула ключевой финальный эпизод романа. Переработку и подготовку рукописи к печати осуществлял, по-видимому, Борис Натанович Стругацкий в одиночку, хотя документально она не обозначена никак. По настоянию редактора текст разбит на две книги, что давало возможность намекнуть, будто книга первая написана давно, а вот книга вторая закончена якобы только что. Были поставлены следующие даты написания: «1970—1972, 1975, 1987». В комментарии Борис Стругацкий назвал эти даты фиктивными, хотя они отражают основные этапы работы над текстом. «Первая книга» (первые три части) вышла в № 9 и 10 журнала «Нева» в 1988 году, а «книга вторая» (оставшиеся части) в 1989 году в номерах 2 и 3. Журнальный вариант без разбиения на книги далее воспроизводился во втором томе избранных произведений Стругацких, в серии «Миры братьев Стругацких» и «чёрном» собрании сочинений 2000—2001 годов. Также в 1990 году журнальный вариант был напечатан полумиллионным тиражом советско-французским издательством «ДЭМ» («Детектив — Энигма (загадка) — Мистери (мистерия)»). В 1989 году вышло отдельное издание в «Художественной литературе» (с сохранением разбивки на книги), роман также был включён в восьмой том собрания сочинений издательства «Текст» (1992). Эти издания были выполнены по другому чистовику, который незначительно отличался в деталях.
В период работы над романом «Хромая судьба» Аркадий и Борис Стругацкие в качестве материала для тайной рукописи главного героя (так называемой «Синей папки») использовали цитаты из двух первых глав «Града обреченного». В конечном счёте была использована вся первая часть, с правками, которые отличались как от черновых, так и беловых рукописей. Этот вариант (с отсылками к «Граду обреченному») публиковался в журнале «Нева» в 1986 году (№ 8—9), а целиком — с параллельным текстом «Града» — вошёл в 25-й том полного собрания сочинений Стругацких.

### Авторская интерпретация романа
Все ключевые моменты в отношении авторов к роману высказаны Б. Н. Стругацким в выступлении на слёте любителей фантастики в Сосновом Бору 15 апреля 1989 года:

Авторам было важнее всего показать, как происходит перелом в психологии, как происходит перелом в мировоззрении человека, который начинает как верующий раб, потом теряет веру, теряет бога, теряет хозяина и остаётся в безвоздушном пространстве, без опоры под ногами. И выясняется, что без мировоззренческой опоры жить чудовищно трудно. Вот эта ситуация с Андреем Ворониным нам очень важна, очень ценна. Книга писалась в те годы, когда мы сами потеряли опору под ногами. Мы очень хорошо Воронина понимали. И вот — предложенная Кацманом, по сути дела, надчеловеческая философия: «Что такое человек? Человек — тля, мелкая вошь! Люди приходят, умирают и уходят навсегда, а вот Храм Культуры остаётся!» Это звучит здорово, красиво, можно представить, как человек себе делает из этого цель жизни, но в этой теории есть некоторая ущербность, некоторая гипертрофированная элитарность, которая не нравится нашему герою, не нравится Андрею Воронину. И он отказывается от неё.
В офлайн-интервью Б. Н. Стругацкий неоднократно подчёркивал, что «Град обреченный» — одно из любимейших произведений братьев, которые включали роман в пятёрку лучших созданных ими вещей. В этом же интервью сообщалось немалое количество подробностей. В частности, в повествование попало несколько совершенно личных и конкретных эпизодов из жизни Аркадия и Бориса Стругацких. Главным замыслом изначально был процесс утраты смысла жизни целым поколением советских людей. Сами Стругацкие в начале 1970-х годов также решали вопрос, «как жить, когда утрачена Мировая Цель?» Однако, в отличие от «Улитки на склоне», авторы не закладывали в роман сюжетообразующей философской или социальной идеи. В понимании Б. Стругацкого, «Град обреченный» — это притча о существовании реального человека в реальной истории XX века и его скорбный путь от фанатика к свободомыслящему. Собственно, Андрею Воронину предстоит неопределённое множество кругов впереди, так как, разуверившись в догмах своей юности, он «недостаточно поумнел», чтобы найти новую систему нравственности и новую цель существования. Изя Кацман в аналогичной ситуации нашёл для себя Храм Культуры, тогда как Андрей явно «тоскует по идеологии». Борис Стругацкий отмечал, что им с братом было неинтересно устраивать «встречи разных эпох». Поскольку роман был посвящён проблемам и людям XX века, все персонажи представляли только одну эпоху. Воронин был взят из 1950-х годов потому, что и авторы формировались как личности именно в это время. Андрей на протяжении всего романа ни разу не выбирал своей судьбы или работы — ему их навязывали. «Он так воспитан: работай там, куда поставили тебя (партия; комсомол; распределительная машина; Гейгер) — нужное подчеркнуть». Прототипом Изи Кацмана послужил Михаил Хейфец. По мысли Б. Стругацкого, если Изя Кацман, как и Андрей, вернулся в свою современность, он бы явно эмигрировал в Израиль и там бы обрёл новый смысл жизни. Тем не менее главный персонаж романа — Андрей. «По сути своей, ГО — роман об одном-единственном человеке. „О себе, любимом“».
Романная конструкция не исключала визионерства и фантасмагории: образ Красного Здания был взят из одного из сновидений Б. Н. Стругацкого. Это метафора, часть сюжета притчи, которая играет в романе ту же роль, что и бал Воланда в «Мастере и Маргарите» или сбежавший нос Ковалёва. Наставники в Граде — это совесть каждого человека, о чём было прямо сказано в тексте. Главная тайна Города, которую раскрыл Изя и которую выпытал у него Гейгер, заключается в том, что умерший в мире Эксперимента человек возвращается в точку, откуда в него попал. Это и подвигло Фрица на переворот, поскольку он рисковал самое большее вернуться в лагерь для военнопленных. Однако, как признавал Борис Стругацкий, они с братом не подумали, какова судьба людей, родившихся в Городе: «провести всю свою жизнь на этом уступе между двумя бесконечностями!»

## Социально-политическая интерпретация

### Литературная критика перестроечной эпохи

#### Восприятие современниками
По свидетельству Анта Скаландиса, «Град обреченный» был собственным «из-под глыб» Стругацких. Для части читателей, однако, роман оказался «разочарованием на фоне только что прочитанных Оруэлла, Замятина, Солженицына, Анатолия Рыбакова,
Венедикта Ерофеева». Тот же А. Скаландис утверждал, что на фоне эпохи 1980-х годов «так восхищавший раньше эзопов язык, и это показавшееся неоправданно робким желание рассказать правду о нашей истории, и эта… традиционная недоговорённость — ничто не радовало теперь». Борис Вишневский также свидетельствовал, что в конце 1980-х годов «не позволялось пересматривать — но уже позволялось рассматривать с другого ракурса. Ещё не позволялось посягать на основы — но уже позволялось строить на этих основах не то, что полагалось строить прежде. Тогда были популярны апелляции к „истинному Ленину“». На фоне эпохи роман, созданный полутора десятилетиями ранее, оказался злободневным и воспринимался как только что написанный. По словам Вишневского:

Первое впечатление о «Граде» было у меня (как сейчас помню) достаточно прохладным. Да, интересно. Да, мастерски написано. Да, эффектно «закрученный» сюжет. Но… Ответов куда меньше, чем вопросов. Отсутствие мало-мальски симпатичных героев. Абсолютно открытый финал. И ощущение какого-то недоумения — что же всё-таки важного хотели сказать нам Стругацкие? В чём глобальная идея «Града»?
В первых же критических отзывах роман Стругацких вписывался в контекст творчества соавторов. Сергей Чупринин поместил «Град обреченный» (доступную ему в журнальной публикации «первую книгу») в один ряд с «Трудно быть богом» и только начатым публикацией романом «Отягощённые злом». Критик отмечал: «Эти чуткие к требованиям дня писатели бьют в одну и ту же точку. Недаром доказывают, что недопустимы, нравственно преступны эксперименты над человеком и обществом, даже если экспериментаторы движимы самыми вроде бы добрыми побуждениями… Недаром, не боясь повториться, убеждают, что добро, породнившееся с насилием, неминуемо перерождается во зло — и тем более опасное, что оно-то по-прежнему считает себя добром…» В отзыве М. Смусиной на журнальную публикацию («Учительская газета», 1989, 5 января) на первое место выносится перерождение Андрея после игры в шахматы с Великим Стратегом. Изначально он предстаёт как литературный двойник героев 1930-х годов, которому дикой и кощунственной кажется высказанная вслух идея о провале Эксперимента. Девственную чистоту и слепую веру он утратил в Красном Здании, когда понял, что побеждает не тот, кто лучше играет по правилам, а кто их нарушает. Но у захлопнувшейся двери осознаёт, что прервавший партию — сдался и сдал все свои фигуры. Навязанная игра безнравственна и невозможна, но не менее безнравственен отказ от неё. «Философ, ушедший в кочегары и тем самым добровольно уступивший своё место приспособленцу и лакею, может не гордиться собой, как нечем гордиться и учителю, ставшему дворником в знак протеста против никуда не годной системы образования. Вышедший из игры не просто сдался, но предал тех, кого защищал».

#### «Динамическая модель идеологизированного сознания»
Марк Амусин опубликовал в журнале «Октябрь» отзыв на полную журнальную публикацию 1988—1989 годов. Критик отметил, что исходные данные фантастического мира заданы «с избыточной, захватывающей воображение неопределённостью». Описываемая в романе обстановка — «по степени напряжённости и непредсказуемости приближённая к фронтовой», не может быть сведена только к политической сатире. В 1972 году, когда роман был закончен, к этому жанру могли быть отнесены только некоторые произведения Ф. Искандера, В. Войновича и «Сказка о Тройке» самих Стругацких. Однако книга создавалась как раз в эпоху, когда общественная и духовная ситуация радикально менялась, и «Град обреченный» оказался итоговым произведением, «опытом серьёзного переосмысления многих парадигм, десятки лет господствовавших в нашем общественном сознании». Привычная для Стругацких форма остросюжетного повествования позволила использовать функцию фантастического допущения — укрупнение и обобщение. В этом отношении очень характерна эволюция характера Андрея Воронина. Энтузиаст, непоколебимо убеждённый в высоких и благородных целях Эксперимента, в первой части повествования он только печалится, что не все разделяют его оптимизм и веру в светлое будущее. Получив небольшую, но реальную власть следователя, Андрей хочет честно заниматься своим делом — ловить жуликов и уголовников. «Но звучат из уст шефа сакраментальные слова: внешняя опасность… угроза нашествия… шпионаж, попытки саботажа, диверсии… Сознание Андрея, выплавленное в тигле сталинистской бдительности, послушно, рефлекторно реагирует на эти сигналы». И практически сразу Воронин оказывается в Красном Здании, которое Вергилий по миру Эксперимента — Изя Кацман — по́ходя назвал «бредом взбудораженной совести». По-видимому, у каждого из обитателей Града — своё Красное Здание. У Андрея оно высветило внутренний конфликт между естественными наклонностями его натуры и «сталинистской идеологической закваской». Андрей пытается юлить, сдавая Великому Стратегу тех пешек, которые успели умереть в реальной жизни, и в конце концов признаёт свою неспособность участвовать в его игре. Но наметившийся в его душе поворот сталкивается с реальностью Града, поскольку на допросе у Андрея оказывается сам Изя. Навязанная извне логика заставляет Андрея отставить собственные суждения о Кацмане («бессребреник, добряк, совершенно, до глупости бескорыстный») и передать его в руки Гейгера с обезьяноподобным помощником Румером. Немедленно появившийся Наставник успокаивает Андрея, взывая к прочно вбитой в него мировоззренческой установке, что «какой-то ограниченной группе людей принадлежит монополия на истину, на единственно верное понимание общественного блага. Такая убеждённость естественно разделяет человечество на пастырей и стадо». Согласно М. Амусину, Стругацкие предприняли в своём романе попытку «построить динамическую модель идеологизированного сознания, типичного для самых широких слоёв нашего общества, проследить его судьбу на фоне меняющейся социальной реальности, исследовать различные фазы его „жизненного цикла“ и, в частности, драматического перехода думающих советских людей от позиции фанатичной веры в коммунистические идеалы к условиям идеологического вакуума, характерного для целого поколения».
Ситуация в Городе резко меняется после переворота, приведшего к власти Фридриха Гейгера. Бескомпромиссный журналист и бывший полицейский Кэнси Убуката заявляет, что это фашистский переворот, и получает пулю в живот, восстав против произвола новой власти. Андрей, заворожённый концепцией «объективных данностей», принимает на практике формулу — «всякая власть от Бога», напрочь отбросив былые комсомольские идеалы. Под властью Гейгера Град превращается в «благоустроенное общество»: жители впервые сыты, защищены от уличных бандитов и по преимуществу довольны. Андрей превратился в одного из пастырей и «неустанно трудится на благо своего стада». На место клише и лозунгов, туманно-возвышенных обетований в его сознании встали чётко формулируемые, практические, «достижимые» задачи и цели. Новый Град — ожившая мечта технократа. В этом отношении описанная Стругацкими реальность заметно отличается от советских реалий 1970-х годов, в которых, по словам М. Амусина, «нашим управленцам не хватало либо честности, либо компетентности». Господин советник Воронин преисполнен снисходительно-презрительного понимания психологии массы и воспринимает как должное свою принадлежность к высшему обществу: наличие богатого дома и коллекции огнестрельного оружия. Налицо контраст с первой частью. Мусорщик Андрей недоумевал, зачем ему одному многокомнатная квартира, и охотно собирал у себя самых разных по происхождению и мировоззрению друзей. У господина советника собираются только «люди нужные, высокопоставленные». И в самый разгар мероприятия Воронин увидел, что Красное Здание обосновалось в его саду. Оно темно, обветшало и пахнет запустением. Эту метафору М. Амусин истолковал как «символ упадка воинствующей государственности», «одновременно образ полуразложившегося трупа сталинизма, ещё пребывающего среди нас, и пародийное обозначение полупарализованного социального организма брежневской поры».
В пятой части романа, возглавив экспедицию, Андрей Воронин вынужден крутыми мерами подавлять ропот тех самых маленьких людей, интересам которых служил всю жизнь: сначала с юношеской горячностью, затем — со снисходительной умудрённостью зрелости. В момент истины Андрей прозревает, что власть должна осуществляться ради неё самой, и — повисает в вакууме. В финале повествование выходит за рамки социальной критики и приобретает экзистенциальную тональность. Главный герой — и читатели — должны понять, можно ли существовать в идеологической невесомости, без привычного груза объяснительных схем, иллюзий, верований, предрассудков? В этом отношении Андрей Воронин сближается с такими литературными героями, как Ганс Касторп («Волшебная гора» Манна) и Гарри Галлер («Степной волк» Гессе). Все они проходят сложный путь духовного преображения, пройдя через все идейные знамения и поветрия своей эпохи. Финал романа подчёркнуто открыт: оказавшись в своей ленинградской комнате, Андрей достигает «свободы от». Впереди, по-видимому, обретение новых общезначимых ценностей — «свободы для».

#### Политическая злободневность
Во время августовского путча 1991 года роман обрёл политическую злободневность. В редакционной аннотации к публикации «Града обреченного» в собрании сочинений Стругацких Александр Мирер утверждал, что за двадцать лет до этого авторы «предвидели сегодняшний день: разруху, братоубийство, путчи». По мнению критика, Стругацкие впервые в мировой литературе «обнажили главную пружину коммунистического эксперимента — бесстыдную эксплуатацию людской надежды на лучшее будущее», в романе предложена единственная модель общего светлого будущего всего человечества — «храм Культуры». Роман Арбитман в статье «Участь Кассандры» («Литературная газета», 1991, 20 ноября) заявил, что Стругацкие на новом этапе своего развития вернулись к проблематике «экспериментальной истории», впервые заявленной в «Трудно быть богом». Однако сама реальность продемонстрировала, что «наша собственная история на протяжении нескольких десятков лет — неудачный эксперимент с непредсказуемыми последствиями». Андрей Воронин — живое воплощение строк «Интернационала»: «кто был ничем, тот станет всем». Более того, он, как и большинство обитателей Города, готов жить хоть при «фашизме с человеческим лицом», лишь бы не признавать, что в эксперимент они вступили зря. Финал романа критик истолковывал так: ловушка конформизма захлопнулась за спиной Андрея Воронина именно в тот момент, когда он уже почти был готов совершать Поступки. «Настоящий выход, возможно, и существует, но писатели сознательно не рассматривают в романе оптимистически-вероятные способы решения проблем».
Критик-фантастовед Всеволод Ревич в 1990-е годы называл роман «Град обреченный» провидческим, хотя и полагал, что в тексте «наиболее острые места вписаны перед публикацией». «Ведь лишь в 90-х годах в России появились силы, открыто называющие себя фашистами, произошло два путча, то здесь, то там вспыхнули очаги гражданских войн, возникла экономическая смута, — но всё уже предвосхищено в „Граде…“, включая символические детали, вроде сошествия статуй с пьедесталов». Ревич обратил внимание, что все люди, собравшиеся в Городе, — это беженцы, маргиналы, которые принуждены жить в обстановке кровавой бессмыслицы. Деформация естественного бытия приводит к непоследовательности эволюции Андрея Воронина: он эволюционирует от убеждённого комсомольца-сталиниста до советника фашиствующего диктатора, «перешагивая через убийства и самоубийства друзей, не пожелавших примириться с не зависящими от них обстоятельствами». В условиях, когда режим не спрашивает у подданных, хотят ли они жить при нём, герои Стругацких предлагали разные выходы: Банев («Гадкие лебеди») спился, Андрей сумел убедить себя, что его работа в любом случае приносит пользу. Тем не менее, с точки зрения В. Ревича, Андрей не выдержал испытания, поскольку свобода воли предполагает ответственность перед собственной совестью. О пророческой составляющей романа в 1990-е годы говорил Сергей Волков, заявляя, что население Города — типичное российское. «Лавочники, обыватели, бандиты, интеллигенция, занимающаяся всем, чем только можно, — и всеобщее бессилие перед фатумом…»

### Войцех Кайтох: социологическая интерпретация

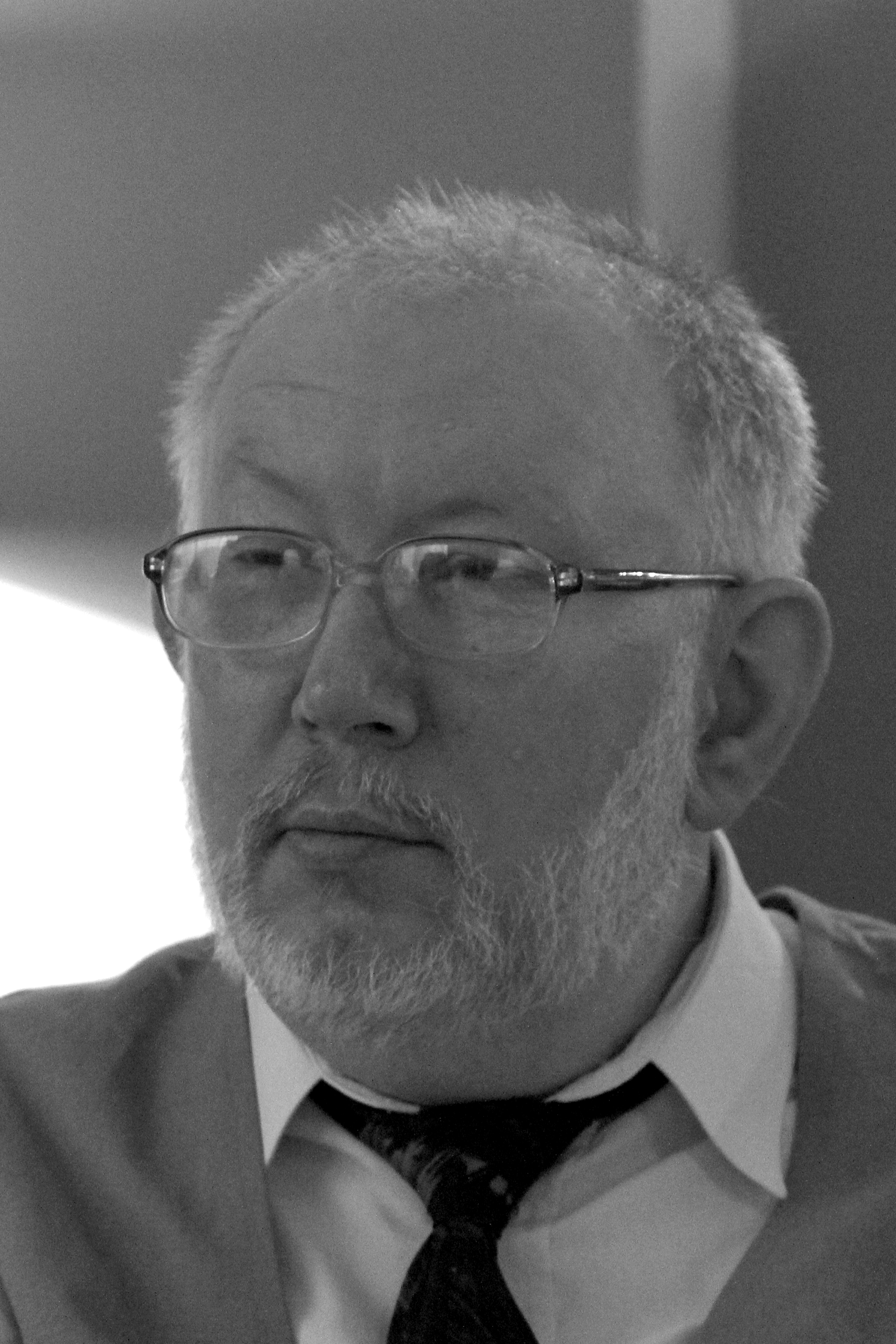
Войцех Кайтох в 2013 году

Польский литературовед Войцех Кайтох в обобщающей монографии о творчестве Стругацких 1993 года назвал «Град обреченный» «обстоятельным фантастическим романом», в котором авторы вернулись к литературному построению упрощённых социологических моделей. Эксперимент, по-видимому, длился неопределённо долгое время, поскольку его мир параллелен земной реальности и вообще может быть частью загробного мира. Стругацкие построили в этом пространстве общество, которое живёт по навязанным экспериментаторами правилам, подвергаясь при этом действию различных раздражителей. Согласно В. Кайтоху, бо́льшая часть романа посвящена рассмотрению поведения общественных групп. Часть «Мусорщик» исследует реакцию демократического и самоуправляющегося (хотя и бюрократизированного) общества на опасность. В этой части на Город напали огромные стада павианов. Сначала возникла паника, затем люди организовали самооборону. Однако Наставники отобрали у населения огнестрельное оружие, поэтому ополченцы борются с пустотой: обезьяны забрались на крыши, где практически неуязвимы. Далее кому-то в администрации пришло в голову решать проблему бюрократическим методом, то есть включить затруднительное явление в ряд хорошо известных. Если павианов невозможно выгнать, их надо снабдить ошейниками и приписать к населению в качестве домашних животных.
В третьей части романа рассматривается механика государственного переворота с точки зрения либеральной интеллигенции. Когда над Городом вне плана погасло солнце, неэффективная коррумпированная власть оказалась не в состоянии организовать людей и предотвратить беспорядки. Этим пользуется Фриц Гейгер и его партия Радикального возрождения: провозгласив лозунги народовластия, солидарности, морального обновления, он свергает власть и наводит порядок при помощи виселиц и огнемётов. Либералы, которые охотно атаковали старые порядки и активно помогали обновителям, оказываются в такой системе, по сравнению с которой былой хаос кажется эталоном свободы. В четвёртой части Гейгеру удаётся решить проблему достатка. Фашисты решили экономические проблемы и предложили лозунги, якобы сплачивающие население. Президент объявляет «Великую стройку» и демагогически сообщает об «эксперименте над экспериментаторами». В эти слоганы никто не верит, однако, поскольку население обеспечено в своих базовых потребностях, у людей пропадает смысл жизни: в любой момент могут начаться «сытые бунты», самоубийства и прочие безумства от «смертельно тоскующего люда». Очевидно, что будущее у Города примерно то же, что и в романе Стругацких «Хищные вещи века». В финальной части романа анализируется поведение людей в маленькой группе, подчиняющейся жёсткой дисциплине, — экспедиции советника Воронина. В. Кайтох полагал, что к моменту публикации романа эти построения уже были неактуальными и даже банальными. Упрощённость модели выражается в том, что Город прошёл все ступени развития всего за шесть лет. Возможно, что если бы роман был опубликован оперативно, то сделался бы в среде «тех, для кого был написан», своего рода откровением. Рупором авторских идей выступал резонёр Иосиф Кацман, интеллигент и, может быть, диссидент. Тем не менее Стругацкие не ограничились популяризацией социологии, написав книгу об экзистенциальных результатах развития собственного поколения.
Как можно вычислить из приводимых в тексте дат и реалий, Андрей Воронин родился в 1928 году и покинул свою реальность в 1951-м. В начальный период пребывания в Городе он являлся типичным молодым сталинистом. Он мыслит в категориях борьбы, послушания власти и полной самоотдачи Эксперименту, отождествляемому с построением коммунизма, категориях дисциплины и беспощадности к врагам. Хотя он принадлежит интеллигенции, но не скрывает презрения к этой прослойке. Поэтому он смешон, когда пытается объединить в одном кругу Кацмана, вермахтовского унтера Гейгера, японского литератора, череповецкого мужика дядю Юру, американского профессора, китайца-дворника и шведскую проститутку. Одновременно он страшен, когда выдаёт друга Изю палачам во имя своих профессиональных обязанностей. По ходу дальнейшего действия В. Кайтох выделял два мировоззренческих кризиса у комсомольца Андрея. В первую очередь Воронин победил в себе тоталитарные устремления, и процесс пробуждения в нём сомнений в юношеской вере выражен в его метафорическом пребывании внутри Красного Здания. Перемены в мировоззрении Андрея изображены при помощи традиционного психологического анализа, «весьма убедительного». То есть первой точкой мировоззренческой эволюции Воронина стал демократизм, сторонником которого он сделался на посту главного редактора. Правда, почти сразу же оказалось, что идеалы совершенно беззащитны перед насилием. Второй точкой постижения для Андрея станет утрата всех иллюзий. Разочарованный Андрей идёт служить режиму Гейгера, успешно делает карьеру, а единственной его отдушиной является коллекционирование старого оружия. По мнению В. Кайтоха, начиная с четвёртой части характер Воронина более схематичен, ибо авторы больше не могли прибегнуть к личному опыту при конструировании психологии героя. Этот Воронин уже не способен стать символом их поколения и вряд ли способен к эволюции. Впрочем, вместе с Кацманом Воронин служил средством выражения окончательных выводов в финале романа. Кацман тоже поднялся по иерархической лестнице, служа личным экспертом при Гейгере, и при этом «режет правду-матку». После бунта и гибели экспедиции Андрей и Изя остаются в пустыне без шансов на возвращение. Они решаются на нетривиальный поступок — идти к началу мира. В самом финале эти двое «возвышаются до ранга символа». Смерть Воронина описана метафорически. Перед самым концом он вспоминает «рецепт жизни» Изи Кацмана: если невозможно верить ни во что, а жизнь без веры пуста и невыносима, следует совершенствоваться внутренне и стать элитой, которая никого и ничего не хочет притеснять, — служителями Храма Культуры, аристократией духа. Однако смерть стала для Андрея лишь завершением первого круга бытия. Он вновь 20-летний ленинградец, которому немало предстоит.
Войцех Кайтох считал «Град обреченный» эстетически неровным произведением. Практические и жизненные выводы, вызываемые у читателя, ориентированы адресно, чего никогда не было в тех книгах Стругацких, которые написаны с надеждой на публикацию. Мораль также называется «необычайно выразительной». В литературных экспериментах писателей роман, по мнению В. Кайтоха, занимал переходное положение. В «Граде обреченном» были задействованы все используемые писателями литературные техники и видовые схемы: от популяризации науки и утопических описаний социальных структур до создания видений, галлюцинаций и снов. Сам фантастический замысел обладал достоинством большой метафоры. Стругацкие систематически вводили в фантастическую действительность реалистические детали жизни своего поколения. На этой базе будет построена повесть «За миллиард лет до конца света», которую можно рассматривать как образующую дилогию с первой частью «Града». Авторы ввели новую литературную игру, снабжая своих героев деталями собственной биографии. Романные рассуждения в дальнейшем оказали существенное влияние на программные декларации Стругацких в 1980-е годы.

### Интерпретации Дмитрия Быкова

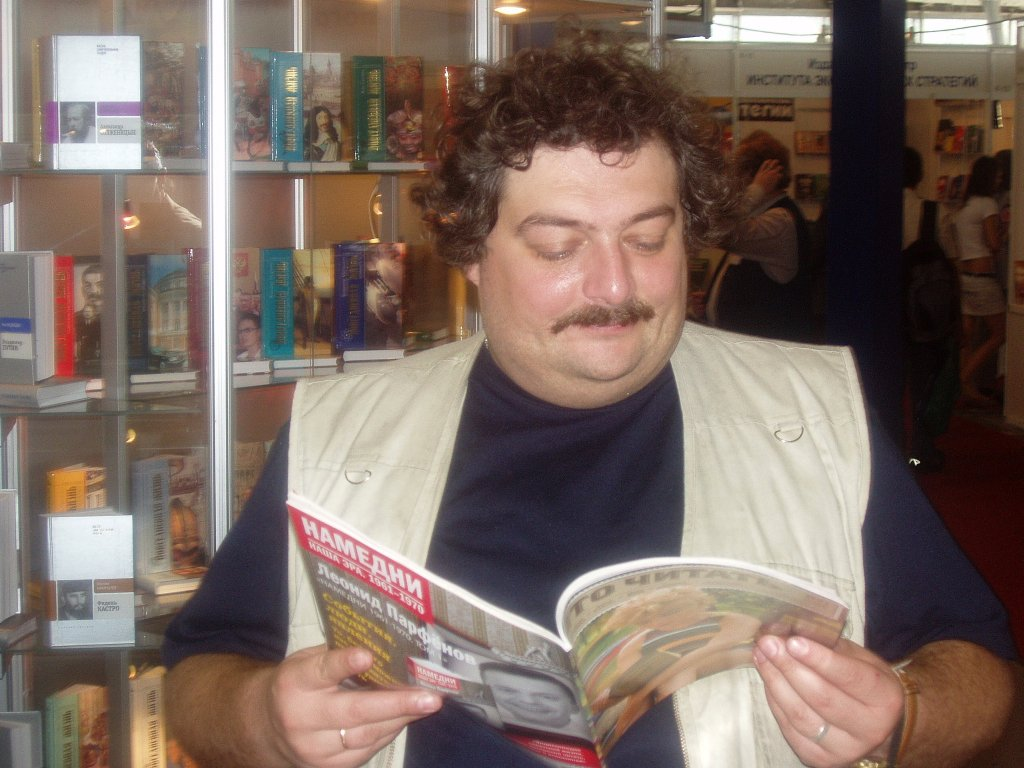
Дмитрий Быков на ММКВЯ 2008 года

В день рождения Аркадия Стругацкого (28 августа 2008 года) Дмитрий Быков посвятил свою лекцию роману «Град обреченный». Критик заявил, что роман — это наиболее зашифрованное произведение Стругацких, что и вызвало массовое разочарование читателей сразу после выхода романа в свет. «В силу эзотеричности, закрытости, непонятости, непрочитанности книга до сих пор чернеет как такое пятно на их в общем радужной творческой биографии. <…> У меня до сих пор нет ответа на вопрос, что такое „Град обреченный“? Творческий ли это кризис, ошибочное ли это, больное ли это произведение или это удивительный новый шаг туда, куда мы ещё не заглядывали». Согласно Д. Быкову, «Град обреченный» описывает мучительные поиски и сложные состояния сознания, которое выпало изо всех парадигм. При этом он однозначно заявил, что роман должен рассматриваться как памятник 1970-м годам и должен быть вписан в тогдашний контекст. Иными словами, роман — при всей его усложнённости и «невероятно изобразительном, изобретательном сюжетном богатстве» — в первую очередь рефлексия Стругацких над советской историей и над советским опытом с передачей сделанных открытий в метафорической форме.
Согласно Д. Быкову, советские 1970-е годы открыли две точки выбора, репрезентированные двумя главными героями. Андрей Воронин убеждён, что Эксперимент — это борьба хаоса с организацией, энтропии с человеческой волей. В отличие от пана Ступальского, убеждённого, что оказался в аду, Андрей совершенно уверен, что это не посмертное бытие, и не ад, и не пространство, в котором царствует зло. Задача Воронина — организовать энтропию. В понимании М. Амусина («одного из самых проницательных читателей Стругацких») любая попытка организации энтропии заканчивается крахом. Воронин-мусорщик не может даже убрать мусор, следователь ничего не может расследовать, а помощник господина президента приводит точно к такой же диктатуре, от которой он всегда пытался уйти. Вторая важная точка бифуркации связана с Изей Кацманом. Именно Кацман озвучивает вторую важнейшую проблему романа — вечного противостояния между массой и личностью, между элитой и большинством. Воронин изначально убеждён в омерзительности элитарности и элиты. Кацман заявляет, что не вся элита одинакова и что «задача прекрасного меньшинства — это сложить храм. И мы никуда не уйдём от этой задачи. И от этого разделения мы никуда не уйдём».
Д. Быков утверждал, что Стругацкие, рефлексируя над развитием человечества, осознали, что оно двинется сразу по двум параллельным путям развития. Авторы при этом воспринимали элитарное направление как внешнее, не зная, кто именно и как будет воспитывать творцов. Все попытки устроить жизнь внутри Эксперимента разбиваются об это разделение на два пути, так как «идея порядка, владеющая умом человека масс, и идея качества, владеющая умом элиты, абсолютно несовместимы». Именно поэтому Михаил Успенский назвал «Град обреченный» самым безысходным произведением русской литературы.
Отвечая на вопросы слушателей, Д. Быков высказал ещё несколько суждений по романному миру. В критических выступлениях нередко утверждается, что в Городе нет творческих людей, художников, писателей. При внимательном чтении оказывается, что всё-таки некая индустрия культуры при Гейгере появилась и вылилась в небезуспешную попытку снять фильм «Голые и боссы». Проблема, видимо, коренится в том, что в Град попадают отчаявшиеся, разуверившиеся. «А художник очень редко приходит в отчаяние. Художник так самовлюблён, что думает: ну сейчас я спасу этот ужасный мир».

### Проблема власти в «Граде обреченном»
Литературоведы XXI века специально посвятили проблеме власти в романе несколько исследований. В диссертации В. Милославской утверждается, что тема власти и человека в «Граде обреченном» рассматривается многомерно: с позиции человека подчинённого, человека власть имущего, с точки зрения психологии власти; а также в диахронии. Эта тематика представлена в разных структурных частях романа. Точка зрения подчинённого власти человека предстаёт при первом посещении Андреем Красного Здания и в сцене самоубийства Дэнни Ли. При этом отношение авторов к власти предзадано в речи дяди Юры в первой части романа: «И ведь смотри: что на Западе, что у нас в России, что у жёлтых — везде ведь одно. Власть неправедная». Андрею потому непонятно самоубийство Дэнни Ли, что, освободившись мысленно от сталинизма, он истово принял гейгеризм, не понимая, что власть ради человека, а не ради власти всё равно остаётся механизмом подавления личности. Наиболее волевые и интеллектуально продвинутые люди не могут выносить этого подавления. Главным противником власти в романе выступает интеллигенция, и не случайно, что интеллигенцию не любят ни Фриц Гейгер, ни Андрей во всех его социальных ипостасях (и мусорщик, и господин советник): думающий человек неизбежно акцентирует негативные аспекты власти. При этом любая власть преходяща, балансирует на очень тонкой грани. Любые правители вынуждены идти на поводу у массы, превращаются в её рабов, за что мстят ей глубоким презрением. Любого человека, стоящего ниже себя, власть имущий считает быдлом, духовные потребности его сводит к минимуму. Интеллигенция и власть в этой ситуации усматривают в своих визави не то, чем они являются на самом деле. Выхода из этого противоречия Стругацкие не видят
Размышления о власти постоянно присутствуют в творчестве Стругацких, которые постепенно выработали собственную концепцию. В «Граде обреченном» Андрей Воронин, пытаясь разобраться в смысле происходящего с ним лично и с социумом, в котором он обитает, становится свидетелем игры Великого Стратега. Его открытием становится то, что у власти нет ни правил, ни ограничений, взамен которых есть стратегия — осознанное достижение целей и наполняющие его смыслы. По мысли Стругацких, власть ответственна за следование целям и следование смыслам, которые она приняла на себя. Если цели можно поставить по своему желанию (хотя их нельзя достичь, если эти цели не приняты группами иных интересов), то смыслы являются смыслами только если разделяются обществом или его значимой частью, соответствуя базовым ценностям большинства.
Писатель-фантаст Геннадий Прашкевич и историк и литературный критик Дмитрий Володихин в биографии Стругацких, вышедшей в серии «ЖЗЛ» в 2012 году, также обратились к социально-политической интерпретации «Града обреченного». В их понимании главная идея романа сводится к демонстрации, как под давлением жизненных обстоятельств у самого обыкновенного, ничем не выдающегося человека кардинально меняется мировоззрение. В понимании критиков понятие «круга», используемое в финале романа, отсылало не к Данте, а к Солженицыну. Володихин и Прашкевич проводили прямые параллели: многим ли отличался путь от мусорщика к господину советнику (стругацковский Андрей Воронин) от другого варианта — эволюции успешного дипломата к бесправному зэку (солженицынский Иннокентий Володин). Главный вопрос, который по мнению Володихина и Прашкевича, возникает и у читателя, и у персонажей: «К чему весь этот рушащийся, несомненно обреченный Град?»
Т. Ф. Ускова (Воронежский государственный университет) в своей статье 2012 года продолжила линию анализа М. Ф. Амусина и С. И. Чупринина. При этом исследовательница заявила, что тематика «Града обреченного» не является типичной для Стругацких. Андрей в начале действия вообще не может понять никого из своих друзей, поскольку все обитатели Города сформированы принципиально разными жизненными условиями, даже в пределах одной страны. 23-летний комсомолец формировался в сталинском идеологическом дискурсе и на вопрос дяди Юры о том, как живёт деревня, отвечает, что крестьяне живут богато, если судить по газетам и кинохронике. Шведка-«фокстейлер» Сельма при первом знакомстве называет Андрея идиотом, а Изя — гораздо более сочувственно — оболваненным, поскольку Воронин мыслит и говорит почти исключительно лозунгами, а если чем-то недоволен, повторяет заученное «Эксперимент есть Эксперимент». Ему непонятны терзания разочарованного социолога Купера, и отрешённость Вана, который жаждет только покоя («Лучше всего быть там, откуда некуда падать»), и откровенный цинизм Сельмы, хотя он и догадывается, что они пережили что-то такое, чего не испытывал он сам. Однако для Андрея понятия власти, закона и справедливости — синонимичны. Наибольшее количество актуальных для 1970—1980-х годов политических реалий содержится в главе, посвящённой шахматной игре Андрея Воронина с Великим Стратегом. Оказавшись в Красном Здании, Андрей оказался в кафкианском мире собственного бреда. По-видимому, то, что Андрею удалось вырваться из Красного Здания, является его первой победой над собой и первым шагом на пути составления собственной иерархии ценностей. Когда он во второй раз вступает в Здание — уже в звании советника, — оно безнадёжно мёртво, и это символизирует то, что и внутри у Андрея что-то умерло.

### Ревизионистская парадигма Б. Межуева и Ю. Черняховской
Политолог Борис Межуев утверждал, что интерпретации творчества Стругацких в 1990-е годы и позднее, следовавшие почти исключительно либеральной парадигме, противоречили действительной политической ситуации эпохи создания и обнародования «Града обреченного». «…До начала перестройки почти никто в среде либеральной интеллигенции не хотел никакой демократии. Кумиром большей части интеллигентов в течение всех семидесятых и начала восьмидесятых годов был отнюдь не Сахаров и тем более не Буковский. Символом надежд был Юрий Владимирович Андропов, глава советской политической полиции. Ни с кем иным не соотносила либеральная интеллигенция гипотетический шанс на реформирование советской системы, превращение этой страны во что-то цивилизованное. Образцом для будущего СССР рассматривалась чаще всего Венгрия, в которой тогда правил ставленник Андропова Янош Кадар». По мнению Б. Межуева, «Град обреченный» являлся антидиссидентским по содержанию романом, который в 1980-е годы обратился в свою противоположность. В содержании произведения содержатся отсылки к «андроповскому мифу», в частности подавлению венгерского восстания (виселицы у мэрии города во время путча Фрица Гейгера). То есть в романе показывается, что изменилось бы в стране социалистического эксперимента в случае торжества националистического и антикоммунистического переворота.
Политолог Ю. С. Черняховская цитировала статью Б. Межуева в своей монографии о Стругацких 2016 года. С её точки зрения, Стругацкие — это весьма глубокие социальные мыслители, чьи предсказания и предупреждения во многих отношениях сбылись. «…То, что определённые группы выдавали тогда как „пародию на советскую действительность“, — сегодня воспринимается как умело написанная картина современного российского общества». Ссылаясь на одно из последних интервью Бориса Стругацкого, Ю. Черняховская утверждала, что с Россией 2010-х годов «Град обреченный» соотносится в своей последней фазе: когда Фриц Гейгер положил конец разложению города, стабилизировал ситуацию и накормил страну, дал ей благополучие, не зная, каковы цели и каково будущее, к которому он эту страну ведёт. То есть «Град обреченный» (как и «Обитаемый остров») — откровенно антидиссидентские вещи, «предупреждающие об опасности слома существующей системы без понимания её сущности и готовности взять на себя ответственность за сотворённые тобой последствия». Крупные неприятности в жизненной и творческой биографии Аркадия и Бориса Стругацких объяснялись исследовательницей в свете того, что в результате борьбы за власть второй половины 1960-х годов философское направление, занимавшееся социальным проектированием в рамках коммунистической утопии, потерпело поражение и фантастика раскололась на официальную, подконтрольную идеологическим органам ЦК КПСС и нелегальную, распространяемую в самиздате. В «полуподпольной фантастике» практически не оказалось проблемных и значимых произведений.
С точки зрения Ю. Черняховской, в «Граде обреченном» представлена проблема конфликта власти и культуры. Согласно мнению Стругацких, власть, отказавшаяся от культурной составляющей и находящаяся в конфликте с ней, оказывалась функционально не способна построить эффективное общество будущего. Фриц Гейгер практически открытым текстом (беседуя с Андреем Ворониным и Изей Кацманом) сообщает, что беспокоится о тупике в развитии, и предлагает изучить и понять причины, почему Град, созданный в качестве эксперимента, создан так, чтобы в нём не возникала и не развивалась полноценная культура.
Ю. Черняховская утверждала, что «Град обреченный» являлся частью рефлексии Стругацких по поводу возможности существования общества без идеологии. В романе выстроена цельная концепция идеологического вакуума. Изначально в Городе существует вполне демократическая и гуманная «власть муниципалитета», существующая, видимо, по инерции. Она не имеет ни целей для мобилизации людей, ни силы для их принуждения. Горожане знают о своём участии в Эксперименте, не зная, в чём он заключается. По ходу развития сюжета в четырёх частях романа последовательно рассматриваются четыре модели социально-политического устройства: популистская демократия («Мусорщик»); общество, ориентированное на борьбу со внутренними врагами («Следователь»); общество с ориентацией на политическую свободу («Редактор»); общество с установкой на порядок и рациональность («Господин советник»). Все эти модели так или иначе оказываются бесперспективными в силу отсутствия смыслов развития. Например, популистское общество оказывается бессильным против внешнего вторжения, условно описанного в виде «нашествия павианов». Горожане пытаются оказать сопротивление нашествию, но мэрия объявляет недопустимым применение насилия по отношению к павианам, провозглашает их приход частью Эксперимента и законодательно провозглашает обязанность граждан разобрать пришельцев по домам, заняться их воспитанием и окружить заботой — хотя те из-под опеки постоянно сбегают и заселяют городские бульвары. Во второй модели сотрудники полиции не знают, что, собственно, им нужно расследовать, — и в результате начинают выявлять и пресекать всё то, что кажется недоступным пониманию. Некое подобие либеральной демократии с независимой прессой, многопартийной системой и всем набором известных политических прав при отсутствии ценностных и идеологических доминант приводит к хаосу и росту радикальных сил. Как только появляется организованная оппозиция — в лице Фрица Гейгера, — демократия рушится при первом же кризисе. То есть самая примитивная система, ориентированная на стремление к власти как таковое, оказывается сильнее любой действующей власти, не имеющей целей и смыслов своей деятельности. «Либеральная» организация оказывается наиболее неэффективной и приводит к хаосу, и только приход к власти «фашиста» Гейгера позволяет навести порядок. Впрочем, как утверждает Ю. Черняховская, именование Гейгера фашистом неверно. На самом деле его можно назвать деидеологизированным технократическим радикалом, стремящимся уничтожить в обществе идеологическую рознь и противостояние. Его речь на митинге из третьей части романа полностью отвечает критериям политической мобилизующей риторики.
Придя к власти, Гейгер устанавливает технократический режим, стабилизирует ситуацию, разрешает накопленные проблемы, делает общество благополучным и сытым — и встаёт перед проблемой духовного кризиса, «сытого загнивания». Его порядок не имеет цели, поэтому лишён развития. Гейгер обладает практически абсолютной властью (и его режим даже не слишком репрессивный), но он не знает, что делать дальше, не знает, какие цели ставить перед обществом и как обеспечить его развитие. Не имея цели, эта власть также обречена, обречено общество «идеологического вакуума». То есть авторы прямо утверждают, «что любое общество, при любом общественном устройстве и любой политической системе не может полноценно существовать без утвердившейся в нём идеологии». В рамках логики романа диктатура Гейгера явно выглядит спасительно, и она действительно решает все описанные проблемы. В этом плане его режим — умеренная удачная диктатура человека, с которым «можно пойти в разведку» (как дословно обозначил Гейгера-персонажа Борис Стругацкий в офлайн-интервью). Все проблемы, с которыми справляется диктатура, — лишь частные атрибуты и неизбежные следствия «общества без идеологии». Если в произведениях 1960-х годов Стругацкие видели серьёзной угрозой на пути прогресса общество потребления, то к 1970-м годам они пришли к выводу, что деидеологизированное общество способно лишь к деструкции. «Самая в тактическом смысле эффективная власть, сумевшая остановить хаос и накормить общество, окажется в итоге стратегически неэффективной, если не сможет опереться на идеологию, то есть на цели и ценности, принимаемые обществом».

## Прочие литературные особенности

### Хронотоп и природа жанра

#### Утопия и антиутопия «Града»
Как отмечал М. С. Эверстов (Северо-Восточный федеральный университет имени М. К. Аммосова), для творчества Аркадия и Бориса Стругацких сложно установить жанровую принадлежность, в крупной прозе писателей отмечены синтетические слияния, что затрудняет для литературоведов выделение доминантного жанра. В случае с «Градом обреченным» существенным является факт, что писателями смешиваются принципы построения полярных жанров утопии и антиутопии. С одной стороны, Город полностью соответствует классической утопии, поскольку огорожен от остального мира и почти закрыт для гостей извне. Властная система до Поворота строилась по вертикальному принципу и скорее напоминает об антиутопии с её враждебностью к чужакам и охраной установленных порядков, зачастую бессмысленных для внешнего наблюдателя. Особенно примечателен для романа временно́й аспект хронотопа, поскольку, в отличие от утопий и антиутопий, время в Городе динамично, герои необычайно подвижны и сам Город не отделён от хода истории «абсолютной» дистанцией. Условное по форме, по содержанию время относится к историческому, а не мифологическому. Скорость смены событий зависит от того, насколько важный эпизод жизни героев проходит перед читателем. В Городе постоянно что-то меняется, каждый день происходит новое, порой иррациональное (например, когда неожиданно появились павианы). Даже Наставники не в состоянии справиться с хаосом, который характеризует пространство Города, именно это заставляет героев осмысливать Эксперимент масштабно.
Как в любой антиутопии, Город ограничен Жёлтой Стеной, по аналогии с Зелёной Стеной, изображённой в «Мы» Замятина. Изолированность, обязательная для антиутопии, продиктована авторским замыслом, заключающимся во внимании Андрея к Жёлтой Стене: будучи следователем, он изучает материалы дела о гражданах, упавших со Стены (и неизвестно как на неё взобравшихся); в роли изгоя теряет связь с Городом и Жёлтая Стена — единственный знакомый ориентир. Другой доминантой пространства внутри Города служит Красное Здание, в котором пропадают люди. Это мифический элемент, скорее свойственный утопии, наделённый иррациональностью, не поддающийся регламентации с позиции антиутопии. Когда Андрей попал в Здание, он стал участником шахматной партии, аллегорически отражающей жизнь и выбор, который делает человек. Андрей встречает там знакомых из прошлого — отражение воспоминаний; в определённый момент он понимает, что, если остаться у игральной доски, выйти из здания нельзя. У каждого — своё Красное Здание, в нём материализуются подсознательные психологические комплексы, призраки страха и вины, открывается смысл жизни, но вырваться из круга переживаний уже не получится. Красное Здание отражает волшебный аспект, нелогичный, но прямо связанный с героем, развитием его внутреннего мира, сомнениями по поводу выбранного пути и места в Городе. Антиутопиям свойственна большая персоналистичность, характерная и для «Града обреченного».
От антиутопий «Град обреченный» отличается и в том отношении, что в романном обществе главному герою не приходится бежать от какого бы то ни было режима, хотя бы в силу того, что такого режима нет. Андрей не пострадал от фашистского переворота, поскольку был другом президента Гейгера, но даже без этого пространство Эксперимента не являлось для него враждебным или невыносимым. Ни в одном из вариантов общества, организуемом в Городе, не происходит нивелировки личности; индивидуален даже простой человек из толпы. В сцене отражения нашествия павианов собираются конкретные люди: очкастый интеллигент-биолог, капризный тип в шлёпанцах, резонёр с «презрительным басом». Все персонажи являются носителями самых разных взглядов, живо привязанными к тому времени и режиму, откуда попали в Город.
Хронотоп принципиально меняется в пятой и шестой частях. Андрей попадает в чужое пространство, в котором события разделены большими лакунами и описаны фрагментарно. В повествование попал эпизод пребывания экспедиции на привале, однако всё остальное предстаёт перед читателями только из воспоминаний и разговоров героев: например, появление акульих волков, общины беженцев из Города и сражение с ними на 309-м километре пути. Всё это время рядовые солдаты, рабочие и техники мечтают вернуться в Город, думает об этом и Андрей, вспоминая своих женщин. Окончательный отрыв Изи и Андрея от всех остальных маркируется пространственно: они пересекают площадь и покидают привал. Вернувшись, путники обнаруживают, что время пошло́ иначе: они ушли на разведку утром (по собственному ощущению), а вернулись через несколько дней. В заключительной части романа — «Исход» — герои вообще покидают застроенные территории и оказываются в пустыне. «Ничего здесь не было, давно уже ничего не было. А может быть, и никогда. Солнце, глина, ветер». Деформацию пространства подчёркивают описания пейзажей. Даже ровная в Городе Жёлтая Стена здесь покрылась складками и морщинами, «словно кора чудовищного дерева». Нулевая точка пути Андрея и Изи пуста во всех смыслах: в начале целого мира нет ничего, кроме плоской каменной площадки, уходящей за горизонт, на которой Андрей встречает себя. Выстрелив в себя-зеркального, Андрей максимизирует стремление к опустошению, выбирая небытие, преодолевая пространство Эксперимента, о котором давно забыл.

#### Локальные хронотопы романа
По подсчётам И. В. Нероновой и В. А. Разумова (Ярославский государственный университет), в романе представлено 17 локальных хронотопов, маркирующих изменение мировосприятия главного героя. В городском пространстве они всегда кратны двум и образуют внутреннюю бинарную оппозицию. Мэрия, хаос в которой в миниатюре отражает хаос Города, противопоставлена квартире Воронина, в которой он стремится упорядочить этот хаос, но с большим трудом поддерживает элементарный порядок. Порядок нарушается проникновением в квартиру других героев, которые устраивают пьянку. В сценах четвёртой главы первой части опьянение позволяет актуализировать логику сна, преодолеть границы и перевести внутренний монолог во внешний. Здесь есть дополнительное подтверждение того, что Андрей не может организовать даже то пространство, которое ему должно быть подвластно априори. Осудив профессию Сельмы Нагель, комсомолец Андрей Воронин небольшое время спустя оказывается с ней в постели. Именно переживание этого хронотопа «запускает» следующую часть романа, где герой загнан в тупик. Провалив наведение порядка в «Мусорщике», Андрей пытается навести справедливость, будучи назначен следователем.
Локальными хронотопами «Следователя» выступают полицейский участок и Красное Здание. Собственно, Здание является объектом дела, которое Воронин расследует, допрашивает свидетелей и преступников, когда никто не даёт ему ответов на интересующие его вопросы. Андрей идёт на сделку с совестью, предоставляя допрос Фрицу Гейгеру, использующему методы гестапо. Оказавшись в Красном Здании, Андрей постигает, что здесь дискредитируется попытка восстановить порядок и справедливость с точки зрения той идеологии, которую он разделяет. События развиваются согласно логике сна: Андрей не видит, с кем говорит, и почему-то не может снять фуражку (по-видимому, это метафора его идеологической зашоренности, как и неузнавание Великого Стратега с его пешками). Выбегая из Здания, Андрей в первый раз преодолевает границы — и Эксперимента, и семантического поля.
В части «Редактор» противопоставляются хронотопы редакции городской газеты и вновь здания мэрии. Андрей-редактор, уже разочаровавшийся в Эксперименте, в очередной раз пытается систематизировать окружающую реальность — уже на уровне информации. Он в очередной раз терпит фиаско, с отвращением сгребает кучу бумаги, катает ком и забрасывает этот ком в угол. В мэрии тоже невозможно отличить истинное от ложного: Андрей не узнал преступника Копчика, которого допрашивал, когда был следователем, и тот едва не забивает Воронина насмерть. Избиение приводит к очередному помутнению сознания героя, что позволило ему сохранить рассудок при зрелище массовых казней.
Число локальных хронотопов резко возрастает в части «Господин советник». Воронину удаётся наконец навести порядок и в Городе, и в своём личном пространстве. Однако в своём благоустроенном кабинете он получает предсмертное письмо бывшего сотрудника газеты Дэнни Ли, который заявляет: «Вы превратили Город в благоустроенный хлев, а граждан Города — в сытых свиней. Я не хочу быть сытой свиньёй, но я не хочу быть и свинопасом, а третьего в вашем чавкающем мире не дано». Всё благополучно и в президентской резиденции — Стеклянном доме, порядок в котором нарушает неопрятно одетый Изя, залив обеденную скатерть соусом и дискредитируя позицию Фрица и Андрея в отношении городских перспектив. Эти хронотопы подчёркнуто посюсторонни. Логика сна проявляется в новом доме Андрея, противопоставленном Красному Зданию, которое заглянуло к нему в сад. Сцена в доме Андрея симметрична произошедшей в «Мусорщике»: все герои пьяны, подразумеваемое перемежается с реальным. Красное Здание разрушается: герои и сам Андрей вышли из пространства морали. Так перебрасывается мостик к «Разрыву непрерывности».
Логика сна определяет описания пейзажей Города статуй. При посещении библиотеки Андрей вновь расширяет свой индивидуальный хронотоп до масштабов мира Эксперимента, вспоминает о существовании Эксперимента, на который не обращал внимания все четыре года службы советником. Пантеон, куда он далее угодил, соотносится с Красным Зданием. Андрея нисколько не удивляет толпа слушающих его статуй, зато он переживает, что забыл тезисы своей речи, которых у него и не было. Далее Воронин предпринимает заранее обречённую попытку развенчать великих, которые с негодованием от него отворачиваются. Пантеон оказывается гигантской ловушкой — он отрезает Изю и Андрея от экспедиции, завершая разрыв непрерывности. Умершее Красное Здание было «бредом взбудораженной совести», но в Пантеоне Андрей с пробудившейся совестью решительно никому не нужен. И понимание собственной ненужности становится причиной выпадения героя из всех идеологических парадигм.
В пространстве «Исхода» четыре объекта: Хрустальный дворец, Павильон, Башня и Норманнская крепость. Характер логики в этих конкретных хронотопах установить вообще невозможно, так как отсутствуют непосредственные впечатления. Герой рассказывает о посещённых местах ретроспективно, кроме того, его сознание помутнено жарой, голодом и долгим путём. Невозможно даже определить последовательность посещения этих объектов, поскольку на разных участках пути Андрей вспоминает их в разной последовательности, да ещё находясь в изменённом состоянии сознания. По-видимому, объекты Исхода соотносятся с хронотопами Города. Хрустальный дворец выступает как положительная проекция Стеклянного дома — пространства достатка. Но президентский дворец подавляет личность, тогда как в Хрустальном дворце Изя печатает и размножает на копировальном аппарате свой «Путеводитель по бредовому миру», расширяя границы познания. Павильон противопоставлен Пантеону, поскольку именно в Павильоне Изя формулирует концепцию Храма Культуры, нивелируя преувеличенное значение статуй в Пантеоне («Ты, может быть, думаешь, <…>, что сами непосредственные строители этого храма — не свиньи? Господи, да ещё какие свиньи иногда! Вор и подлец Бенвенуто Челлини, беспробудный пьяница Хемингуэй, педераст Чайковский…»). Остальные посещённые объекты имеют только функциональное значение для сюжета: в Башне Изя нашёл ядовито-красную краску, которой маркирует захоронения очередного экземпляра «путеводителя», раскиданные от Башни до Крепости. В Крепости когда-то жили викинги, именно здесь Андрей находит крупный корень женьшеня, в очередной раз отсрочивший смерть главных героев. Далее нет ничего — здесь заканчивается мир. Андрей, так и не согласившись с идеей Храма Культуры, стреляет в себя-зеркального и переносится в Ленинград 1951 года.
По утверждению И. В. Нероновой и В. А. Разумова, романные хронотопы играют двойственную функциональную роль. Один из них дискредитирует другой, или один следует логике мира Эксперимента, а второй метафорически отражает внутренний мир героя, его идеалы, устремления и совесть. Хронотоп части «Исход» реализует в мире Эксперимента внутренний мир Андрея, логика подсознательного становится логикой сюжета. В результате сюжет противостояния тоталитаризма и личности обращается в миф об испытании и возвращении к самому себе.

#### Бунт «голодный» и бунт «сытый»
А. В. Фролов отмечал, что в романе «Град обреченный» Стругацкие провели исследование мотивов народного бунта, но при этом вводят противостоящие понятия «сытого бунта» и «голодного бунта». Новаторство «Града» для собственного творчества Стругацких заключалось в том, что в своих предыдущих произведения («Улитка на склоне») писатели затрагивали бунт личностный, индивидуальный, не захватывающий большой массы людей. В романе авторы продемонстрировали всю глубинную сущность явления бунта, его механику и социальную подоплёку, при том что технически ему посвящена сравнительно небольшая часть текста, как в идейном, так и в методологическом плане. Впервые мотив бунта появляется, когда мусорщик Андрей, стоя в очереди на свалке, сталкивается с нашествием павианов. Хотя практически сразу все окружающие соглашаются, что это часть неведомого Эксперимента, но чувство беззащитности перед абсолютным хаосом не становится меньшим. Никто не знает, откуда взялись павианы и почему они так агрессивны. Даже Наставник не в силах ответить на этот вопрос. С точки зрения А. Фролова, в первой части бунт рассматривается глазами мусорщика как реакция обыкновенного «маленького человека», далёкого от любого понимания целесообразности или причин происходящего. Всё окружающее кажется в высшей степени бессмысленным и не в меньшей степени беспощадным.
Тематика бунта продолжается в третьей части романа, где Андрей уже не рядовой гражданин — напротив, будучи редактором, он по долгу службы обязан разбираться во многих аспектах жизни Города, в том числе и в политике. Воронин анализирует события и делает выводы. Авторы форсировали ситуацию, поскольку на Город пала тьма египетская — уже несколько дней не включается солнце. В город прибывают фермеры, и Андрей отчётливо видит благодатную почву для народных волнений, в которую упали «зёрна», щедро разбрасываемые пропагандистской машиной Фрица Гейгера. При этом Андрей не испытывает страха именно потому, что не является сторонним наблюдателем, трезво оценивает обстановку и ожидает перехода готовящегося кризиса в новую фазу. Авторы не отказываются от понимания народного бунта как бессмысленного. Это ярко проявляется в диалоге Андрея с дядей Юрой, который тоже явился в эпицентр событий.

— Подожди, дядя Юра, — сказал Андрей. — Ты-то чего сюда припёрся?

— Права качать! — ухмыльнулся дядя Юра. Борода его раздвинулась веником. — Исключительно для этой цели сюда прибыл, но ничего у нас тут, видно, не получится. — Он сплюнул и растёр огромным сапожищем. — Народ — вша. Сами не знают, чего пришли. То ли просить пришли, то ли требовать пришли, а может, не то и не другое, а просто по городской жизни соскучились — постоим здесь, засрём ваш город, да и назад, по домам. Говно народ. Вот…
Иными словами, даже участники событий толком не могут определить причины происходящего и стоящие перед ними цели. Люди — только пешки в большой политической игре, тогда как игроки (в первую очередь Фриц Гейгер) — точно знают, чего хотят, и готовы спалить в огне революции сотни и тысячи последователей. Собственно, это и происходит во время так называемого Поворота:

— Ненависть! Ненависть поведёт нас! Хватит фальшивой любви! Хватит иудиных поцелуев! Предателей человечества! Я сам подаю пример святой ненависти! Я взорвал броневик кровавых жандармов! У вас на глазах! Я приказал повесить воров и гангстеров! У вас на глазах! Я железной метлой выметаю нечисть и нелюдей из нашего Города! У вас на глазах! Я не жалел себя! И я получил священное право не жалеть других!..
В четвёртой части («Господин советник») проблематика бунта преображается кардинально. На деловом обеде советник Воронин, президент Гейгер и архивариус Кацман обсуждают самоубийство протеста, совершённое журналистом Дэнни Ли. Гейгер и Воронин, считая себя добропорядочными правителями, которые трудятся на благо своего народа, принципиально не понимают поступка Дэнни. Лекцию по социальной психологии им читает Изя Кацман, который, по-видимому, служит в данной сцене рупором авторских идей.

— Всем известно, что ты сам по себе. Вернёмся к нашим самоубийствам. Ты полагаешь, значит, самоубийства будут, какую бы политику мы ни проводили?

— Они будут именно потому, что вы проводите вполне определённую политику! — сказал Изя. — И чем дальше, тем больше, потому что вы отнимаете у людей заботу о хлебе насущном и ничего не даёте им взамен. Людям становится тошно и скучно. Поэтому будут самоубийства, наркомания, сексуальные революции, дурацкие бунты из-за выеденного яйца…
 …Таково положение вещей. Такова судьба любого народника — рядится ли он в тогу технократа-благодетеля или он тщится утвердить в народе некие идеалы, без которых, по его мнению, народ жить не может… Две стороны одного медяка — орёл или решка. В итоге — либо голодный бунт, либо сытый бунт — выбирайте по вкусу. Вы выбрали сытый бунт — и благо вам…
Андрею это непонятно, и он отвечает в духе жёсткого автократа: «Быдло есть быдло. Конечно, оно будет бунтовать, на то мы и Румера держим» (Румер — начальник службы безопасности). С точки зрения А. Фролова, приход к власти Гейгера был ярким примером именно «сытого бунта», так как резкого ухудшения ситуации в Городе не происходило. Сам Гейгер был легальным политическим деятелем и, мягко говоря, от голода не страдал, а «отключение солнца» стало лишь поводом, сыгравшим на руку его амбициозным планам. В последний раз тема бунта возникает в пятой части — когда в зашедшей почти на тысячу километров на север экспедиции Воронина началось дезертирство. Причины волнений озвучил сержант Фогель: «люди измотаны», потому что «им страшно». Источником страха выступает неопределённость, то есть ситуация вернулась к «голодной» фазе. Реакция Андрея однозначна: «Кто их спрашивает?»

### Персонажи

#### Двойники Андрея Воронина
На уровне обобщений, представленных в романе, авторы принципиально оставляют открытой свою позицию по отношению к любому художественному образу и стоящему за ним социальному типажу. Невозможно отнести героев романа ни к явно «положительным», ни к явно «отрицательным». Главный герой — Андрей Воронин — проходит долгую многоуровневую инициацию, которая заканчивается его физической смертью в Городе и воскрешением в Ленинграде 1951 года. Прочие герои необходимы, чтобы придать повествованию и духовному росту главного героя «стереоскопичность». Практически все второстепенные (и некоторые главные) герои образуют с Андреем пары. Можно назвать их «двойниками» Андрея: они предстают перед читателем только сквозь призму отношения к ним самого главного героя, не самостоятельны. Характеры их необъёмны и могут сводиться к какой-либо одной основополагающей черте, которая неизменно обнаруживается и в Андрее (и он её преодолевает):
- Профессор социологии Дональд Купер сознаёт абсурдность жизни в Городе и пытается с этим бороться, но терпит поражение. Его посмертная записка — как бы приглашение Воронину присоединиться к нему, когда Андрей достигнет его уровня понимания[Прим. 11].
- Журналист Кэнси Убуката подчинён раз и навсегда установленным правилам, нарушение которых влечёт за собой потерю всего, что имеет для него значение. Поэтому он провоцирует адъютора Цвирика и погибает застреленным чиновником новой гейгеровской власти. Если Дональд боролся с нелепостью внешнего мира, то Кэнси сражается за свои раз и навсегда неизменные принципы.
- Им всем резко противостоит Ван Лихун, который ценит только душевный покой «в мире с собой и со Вселенной». Андрей меньше всего понимает именно его («Запад есть Запад, Восток есть Восток. Строчка лживая, несправедливая, унизительная, но в данном случает она почему-то казалась уместной»), однако Ван в наибольшей степени близок Воронину осознанием ценности человеческой жизни и чувства ответственности за близких. Один из немногих героев романа, у которого есть жена и ребёнок.
- Юрий Константинович Давыдов («дядя Юра»), воплощение «русского духа», русский крестьянин и солдат, — олицетворение чего-то необъяснимого, что есть в каждом настоящем русском человеке. При огромной житейской сметке и трудолюбии, более всего он жаждет справедливости и свободы. В отличие от большинства героев романа, у Давыдова есть дети, и в этом он противоположен Изе Кацману, который бросил своих дочерей в том мире, согласившись на Эксперимент. Поэтому дядя Юра отказался от участия в экспедиции к истокам мира. Юрий Константинович Давыдов являет собой «путь», которого Андрей был лишён изначально и которому он завидует, но не может просто прожить жизнь: ему необходим идеал.
- Фриц Гейгер, немецкий унтер-офицер, — один из ближайших «двойников» Андрея. По словам Бориса Стругацкого, этот герой нужен прежде всего для характеристики самого Андрея: «…как легко и естественно этот комсомолец-ленинец-сталинец становится сначала добрым приятелем, а потом и боевым соратником отпетого нациста-гитлеровца, — как много обнаруживается общего в этих, казалось бы, идеологических антагонистах…»[129]. В отличие от прочих двойников Андрея, у Гейгера имеются собственные жизненные принципы, более того, он искренне считает, что экспериментаторы отбирают для себя таких, как Андрей и он сам, — чтобы бросить обратно на Землю. «Потому что раз мы здесь не прогнулись, то и там не дрогнем…» Для него не является проблемой пожертвовать любым количеством жизней ради достижения цели, он способен рисковать собой, ибо ему свойственно и определённое благородство, впрочем, не выходящее за общепринятые рамки[130].
- О Дэнни Ли почти ничего не известно: это эпизодический персонаж третьей части, который при Гейгере устраивает самоубийство протеста. Андрей совершенно не понимает его мотивов, и лишь читателю становится понятно, что их с Дэнни роднит лозунг «Господь да покарает вашу скуку!». Даже достигнув высшей власти, обретя спокойную и размеренную жизнь, Андрей отправляется на север в экспедицию «неизвестно куда»[131].

Прочие персонажи романа, например Отто Фрижа или Румер, а также подруги главных и второстепенных героев, исполняют в повествовании техническую роль или иллюстрируют характеры, полностью довольные или полностью недовольные существующими порядками. Согласно Дмитрию Быкову, супруга Андрея — Сельма Нагель — является своего рода «социальным термометром» и вряд ли чувствует себя комфортабельно при режиме Гейгера, хотя обладает всеми мыслимыми для Города благами.

#### Иосиф Кацман: пророк и архивариус
По мнению В. В. Милославской, главным антагонистом Андрея в романе выступает Изя Кацман — русский еврей, согласившийся на участие в Эксперименте несколько позже Андрея, «еврей демонстративно вызывающий, поучающий главного героя, русского, и даже не просто поучающий, а вдобавок ещё и регулярно побеждающий его во всех идеологических столкновениях». Это яркий проповедник новой веры, пророк, который учительствует и самые жуткие предсказания которого сбываются. Он пытается передать знание, открывшееся ему, и оставляет повсюду своё Писание — «Путеводитель по бредовому миру». В. В. Милославская называет его наиболее ранним воплощением Вечного Жида, появляющегося в произведениях Стругацких. И. Хауэлл полагает, что образ Кацмана демонстрирует новую художественную задачу авторов. В своих ранних произведениях они искали в современниках «нового человека» будущего, в «Граде обреченном» стремятся открыть те черты в людях настоящего, которые позволят немногим двигаться дальше. Иосиф Кацман — ангел-хранитель Андрея, он своими разъяснениями или своим примером толкает Андрея вперёд, «не даёт ему остановиться в развитии, он присутствует в каждой части романа, от начала до конца». Белорусский исследователь А. М. Белявский также подчёркивал в образе Изи черты юродивого-пророка, который постоянно, в любых обстоятельствах завоёвывает всеобщую любовь. Одновременно с самого начала романа он демонстрирует «всезнание», а его кажущиеся абсурдными предсказания осуществляются в мельчайших деталях. Он несравненный эрудит, способный точными цитатами «отца народов» опровергнуть рассуждения Андрея о продолжении дела Сталина Наставниками в Городе. Он знает всех умных людей в городе. Изя раньше Андрея попадает в загадочное Красное Здание, а затем объясняет Воронину его значение. Во время захвата власти в Городе Фрицем Гейгером Кацман — единственный из всех персонажей, который точно знает, как себя вести: «не делать резких движений».
Кацман на всём протяжении романа усердно занимается архивными изысканиями. Архивариус являлся одним из архетипических образов советской литературы, причём, как показал А. Белявский, Варфоломей Коробейников «Двенадцати стульев» восходил к образам Боголепова из «Жизни несмертельной» А. М. Ремизова и бунинского Фисуна из «Архивного дела». Описания всех этих персонажей сопровождаются схожими негативными коннотациями. В более поздних произведениях советской художественной литературы некоторые отталкивающие черты архивистов начинают сглаживаться. Образ Изи Кацмана нетипичен хотя бы в плане того, что роман, вторым по значимости героем которого он является, писался свободно от цензурных и даже, отчасти, самоцензурных ограничений. Кацман практически сразу аттестует себя как работника городского архива — работника, продолжающего там работать на общественных началах и имеющего допуск ко всем секретным материалам. Он активно изучает городские руины, постигая историю Города. После Поворота Кацман официально становится городским архивариусом. При его описании сильно вакхическое начало, он почти буквально напоминает ремизовского Иону Боголепова. Например, при допросе он, отвечая на вопрос о семейном положении, аттестует себя как «прелюбодея». Каждое описание его внешности, кажется, призвано создать максимально отталкивающее впечатление. Кацман много и неопрятно ест, не делая исключений даже для работы с документами. Полковник Сент-Джеймс так описывает карту, составленную архивариусом: «Этот замечательный документ хранится у меня в сейфе. Он оставляет вполне определённое впечатление, что господин Кацман исполнял эту схему за едой и неоднократно ронял на неё свои бутерброды и проливал кофе». В разговоре Изя постоянно хихикает, хрюкает и «осклабляется», у него неприятная привычка теребить бородавку на шее. Во время экспедиции он окончательно перестаёт следить за собой и накануне Исхода становится совсем страшным. Собственно, экспедиция — это тоже в значительной степени затея Изи, который хотел добраться до очередных архивов. Во время делового обеда у Гейгера Кацман объясняет ему и Воронину, для чего нужны архивы: «История — великая наука. <…> Ведь чем, кроме всего прочего, хорош наш город? Архивы в нём почему-то не уничтожаются! Войн нет, нашествий нет, что написано пером, не вырубают топором. <…> Вот Фриц не даст соврать — кто уголь нашёл? Триста тысяч тонн угля в подземном хранилище! Геологи твои нашли? Нет-с, Кацман нашёл. Не выходя из своего кабинетика, заметь». Всезнание его вытекает именно из архивов: «Рукописи не врут. Это тебе не книги. Надо только уметь их читать».

#### Наставник
Наставники — такая же часть Эксперимента, как и павианы, Красное Здание и прочие чудеса Города. Остальными героями романа они воспринимаются как существа, проводящие этот Эксперимент, только Изе и Андрею открывается их действительная природа. Наставник — единственный во всём повествовании действительный двойник Андрея, в буквальном смысле его зеркало. В финале пятой части, обретя понимание, Воронин зло говорит: «Поддакиваете много, господин Наставник. Слишком уж вы беспардонно поддакиваете мне, господин Воронин-второй, совесть моя жёлтая, резиновая, пользованный ты презерватив… Всё тебе, Воронин, ладно, всё тебе, родимый, хорошо. Главное, чтобы все мы были здоровы, а они нехай все подохнут».

#### Ницшеанство
Аспирант Брянского государственного университета А. В. Фролов в 2012 году рассмотрел эволюцию личности Андрея Воронина через модель жизненного цикла, представленную Ницше в трактате «Так говорил Заратустра». Согласно немецкому мыслителю, на первом этапе человек является идеальным исполнителем, проводником чужой воли («верблюд»). На втором этапе — «льва» — индивид переходит из статуса подконтрольного в статус контролирующего, возвышается над массой, способен диктовать ей свою волю и подчинять её своим желаниям. Вместе с тем человек-«лев» обнажает оскал своей природной злобы, он уже в гораздо меньшей степени альтруист и гуманист, чем во время предыдущего этапа. На третьем этапе — идеального независимого творца — личность обращается в «ребёнка». В известной степени эволюция Воронина подчиняется этим этапам; не случайно, по-видимому, наделение ключевого персонажа романа — Гейгера — именем самого Ницше. Гейгер является своего рода альтер эго и, отчасти, учителем Воронина: ведёт его, подталкивает к развитию, в некотором роде повторяя его путь. Стадии льва он достиг намного ранее, но навсегда остановился в развитии. Андрей же, пройдя первый круг до конца, превратился в «ребёнка» в миг, когда вернулся из Города в реальный Ленинград. Видимо, не случайно и Кацман оказывается в том же самом доме в возрасте дитяти.

### Постмодернистская притча. Библейские интенции
В диссертации В. В. Милославской утверждается, что роману присуща «гибридность письма, в основе которой лежит многоуровневое кодирование, обеспечивает равноправие массового и элитарного дискурсов в романе, что и нашло своё подтверждение в читательской реакции».

Использование максимально большого количества средств поэтики, игра с каламбурами, явная постмодернистская ирония, многочисленные культурные реминисценции, многоуровневая организация и мифологизм текста, языковые и семантические игры, обращение к различным дискурсивным практикам, отсутствие декларативности авторской позиции не позволяют свести его к среднему уровню, а тем более к массовому чтиву. Язык романа также занимает некую серединную позицию: он не придерживается канонов художественности, но и не склоняется к сверхмерному использованию жаргонных словечек и нецензурных выражений.
«Град обреченный» характеризуется Милославской как наиболее композиционно стройный текст Стругацких. Сюжетная линия развёрнута в контексте жизнеописания Андрея Воронина. Художественная многозначность и многослойность повествования проявляется прямо с названия, которое авторами по ходу повествования вообще не разъясняется. Это «вполне в традициях постмодерна — давать многозначно трактуемое либо нетрактуемое вовсе название в качестве генератора смыслов для сознания читателя». Заглавие полисемично: оно подразумевает как библейские параллели, так и актуальную на момент написания и публикации советскую действительность. В семиотическом плане Город — эксцентрический (в терминологии Ю. Лотмана), то есть расположенный в буквальном смысле на краю — романного Великого Обрыва, — создан вопреки природе и противостоит ей. По Ю. Лотману, вокруг такого города будут концентрироваться эсхатологические мифы, предсказания гибели, идея обречённости и торжества стихий. Вдобавок искусственное пространство, ограниченное Великой Стеной и Пропастью, нелинейное. Всё, что падает вниз, в Пропасть, через довольно большой промежуток времени (несколько дней) вновь «возвращается» в мир, упав с Жёлтой Стены.

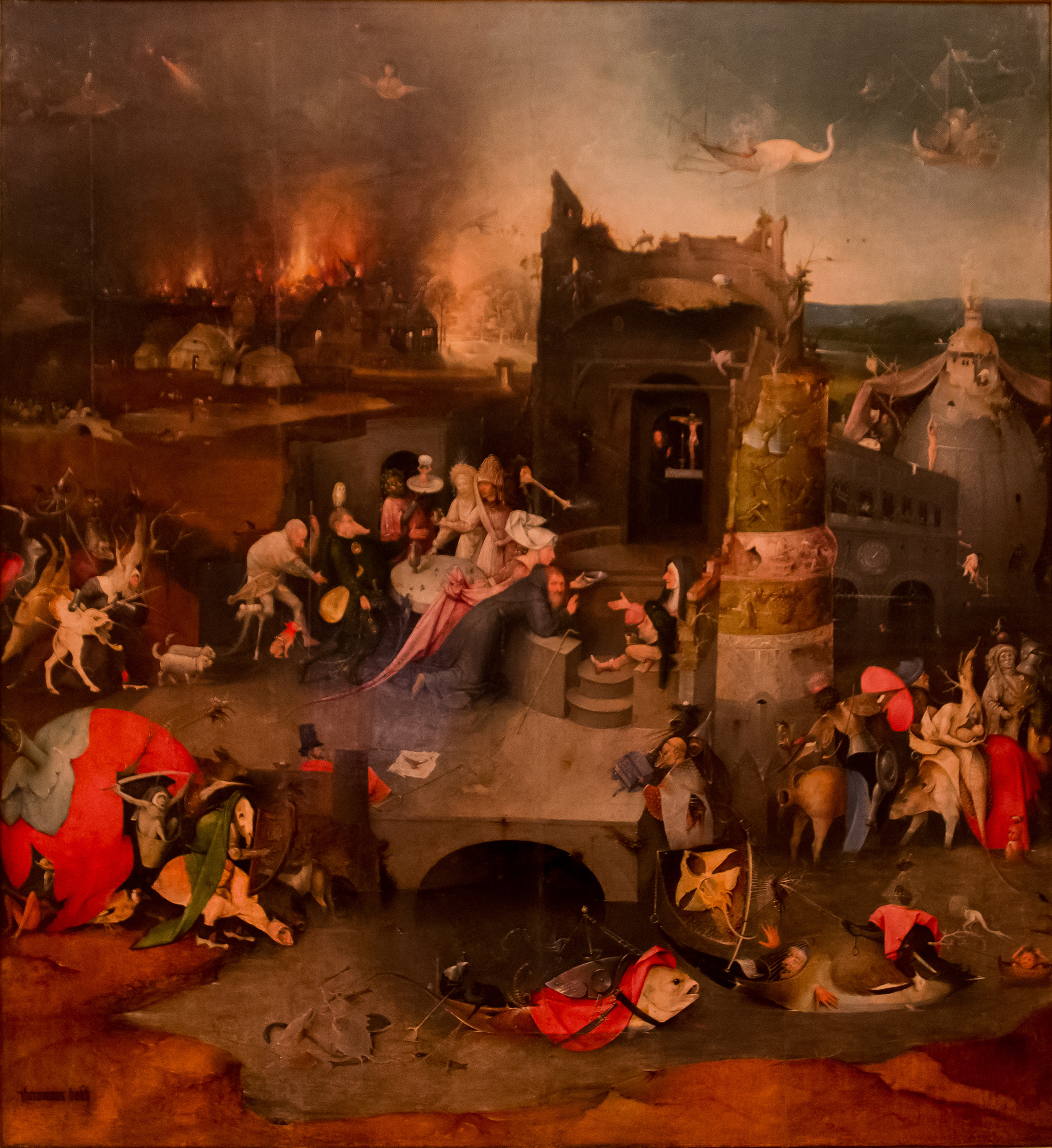
Центральная часть триптиха Босха «Искушение святого Антония»

Библейский пласт в восприятии «Града обреченного» многообразен. В романе описаны или упоминаются тягчайшие испытания, обрушивающиеся на горожан: превращение воды в желчь, эрозия построек, нашествие павианов, «тьма египетская». Это наслаивается на средневековые образы ада, например дантовского или босховского. Отсылки к Данте звучат в монологе пана Ступальского и финальных словах Наставника. Пространство Города напоминает один из уступов «дантовского» ада, на дне которого — поверженный Люцифер. Причём Люцифером, «гордым духом», пан Ступальский называет самого Андрея. В диссертации И. Хауэлл проводится дополнительная параллель. Постройки и пейзажи Города явно отсылают к довоенному Ленинграду — городу юности Андрея и самих авторов, — и русской имперской архитектуре, для которой характерны высокие, сплошные здания, скрывающие центральный дворик, тоже отсылающие к структуре Ада. Пан Ступальский, говоря о Красном Здании, ничему не удивляется: «Раньше, в той жизни, я не раз видел его изображения и описания. Он подробно описан в откровениях святого Антония. <…> И, разумеется, Иероним Босх… Я бы назвал его святым Иеронимом Босхом, я многим обязан ему, он подготовил меня к этому… <…> Его замечательные картины… Господь, несомненно, допустил его сюда. Как и Данте…» Впрочем, прямой аналогии нет, так как структура Города горизонтальна и путь Андрея, совпадающий с его духовной эволюцией, ведёт его от центра города, где он работает мусорщиком, на всё более и более дальние окраины и, наконец, от вообще не отмеченных на картах пространств к нулевой точке. К Библии несомненно отсылает факт, что все жители Города говорят на одном языке. Слова Наставника это подчёркивают: «…Помните, вы все у меня допытывались, как это так: люди разных национальностей, а говорят все на одном языке и даже не подозревают этого. Помните, как это вас поражало, как вы недоумевали, пугались даже, как доказывали Кэнси, что он говорит по-русски, а Кэнси доказывал вам, что это вы сами говорите по-японски, помните?» Одновременно это порождает у горожан страх, что неведомые экспериментаторы устроят в один прекрасный день смешение языков. Рассуждение Кэнси Убуката об этом использует библейскую лексику: «Они словно систематически готовят нас к какому-то жуткому миру, в котором мы должны будем жить отныне, и присно, и во веки веков». Явно библейского происхождения и пронизывающий всё повествование мотив Храма, хотя и лишённый религиозной составляющей.
Мотив Храма раскрывается в финальной шестой части, названной по-библейски «Исход». По замечанию В. Милославской, как и в соответствующей библейской книге, исходу Андрея и Изи предшествуют десять казней, своеобразно трактованных авторами. Например, вода в Городе обращается в желчь, а не в кровь. Вместо жаб, мошек и мух — павианы, акульи волки и прочие жуткие существа. Вместо моровой язвы и воспалений — всеобщий понос, постигший участников экспедиции, вместо саранчи — продовольственный дефицит и очереди за хлебом. С поражением первенцев явно соотносятся массовые казни во время Поворота и взаимоистребление участников экспедиции в конце пятой части. Одна только Тьма египетская предстаёт воочию и является одной из важнейших сюжетных конструкций. Исход приобретает двойной смысл: это исход из Эксперимента и предшествовавшее ему освобождение от рабства иллюзий, созданных человечеством для того, чтобы легче было жить не задумываясь. Тем не менее, будучи людьми своего века, Стругацкие осуществляли последовательную десакрализацию библейских аллюзий. Библейская реальность заменяется (в речах Изи) темой «Мира-как-текста». Храм Культуры отчасти соотносится с Вавилонской башней: кирпичи, из которых создаётся этот храм, — величайшие произведения человеческого разума и духа. Цемент, которым скрепляются кирпичи, — человеческие поступки (волевые решения, сходные с подвигом). У этого храма есть «строители — те, кто закладывают кирпичи, жрецы — те, кто проповедуют его, показывают и рассказывают о нём, и хранители — те, в ком этот храм жив, те, кто потребляет его, те, для кого, он, собственно, и строится». Однако «храм этот никто, собственно, не строит сознательно. Его нельзя спланировать заранее на бумаге или в некоем гениальном мозгу, он растёт сам собою, безошибочно вбирая в себя всё лучшее, что порождает человеческая история». Иными словами, Храм Культуры — своего рода сублимация общегуманистической идеи о святости человека и творений рук его, а единственным его жрецом на страницах романа предстаёт Изя Кацман, которого Андрей характеризует как «маньяка».
В диссертации А. В. Фролова образ Андрея Воронина рассматривается как проекция истории о падении Люцифера с последующим его воплощением как дьявола в реалиях хаотичного земного мира. В самых общих чертах истории Денницы из апокрифических текстов и Андрея Воронина соотносятся между собой. Апокрифическая жизнь падшего ангела условно может быть разделена на два этапа: время безусловного подчинения своему демиургу (до восстания) и время правления на Земле после низвержения в роли главного антипода Творца. То есть с одной стороны — идеальный исполнитель, с другой — бунтарь, революционер. Аналогичные жизненные метаморфозы претерпевает и главный герой «Града обреченного». Изначально Андрей — идеальное оружие своего вождя, имеющее лишь одну чёткую цель — установление коммунистического порядка в окружающем мире. Даже выведенный из адекватного состояния изрядным количеством алкоголя, в центре балагана он уверенно мыслит в одном направлении: «Скажем, такой вопрос: выбрать между успехом Эксперимента и здоровьем товарища Сталина… Что лично мне, как гражданину, как бойцу… Правда, Кацман говорит, что Сталина не стало, но это не существенно. Предположим, что он жив. И предположим, что передо мной такой выбор: Эксперимент или дело Сталина… Нет, чепуха, не так. Продолжать дело Сталина под сталинским руководством или продолжать дело Сталина в совершенно других условиях, в необычных, в не предусмотренных никакой теорией — вот как ставится вопрос…» Встретившись в Красном Здании с Великим Стратегом — в известной степени своим создателем, Андрей на уровне инстинкта понимает, что тот ему не союзник, а совсем наоборот — противник. Осознанно в тот момент не в состоянии этого принять, так как целиком находился под влиянием идеологии Стратега. Сразу после бегства из Красного Здания Андрей противопоставляет себя христианству: «Раннее христианство — это идеология смирения, идеология рабов. А мы — бунтари! Мы камня на камне здесь не оставим, а потом вернёмся туда, обратно, к себе, и всё перестроим так, как перестроили здесь!» Согласно А. Фролову, так мог бы сказать и «настоящий» Люцифер.
Построение текста романа таково, что на роль Люцифера вполне может претендовать и Фриц Гейгер, который поднял восстание и воцарился в обречённом Вавилоне. Некоторые черты падшего ангела имеются в Изе, который, несмотря на свою непрактичность и доброту, пытается показать своё превосходство над собеседником и демонстрирует независимость. Именно Кацман при исследовании заброшенных руин узнаёт легенду об Антигороде, стремление попасть куда объединяет всех трёх главных героев: Андрея, Фрица и Изю. Если Город — это Вавилон, мир греха, то можно предположить, что Антигород — библейский Небесный Иерусалим. В финале Воронин-Люцифер возвращается туда, откуда когда-то ушёл (или был низвергнут) — в мир детства, мир идеологии непобедимого и непобеждённого «великого стратега».
Согласно А. Фролову, романная конструкция испытала влияние апокрифической мифологии и, отчасти, философии символизма. Однако библейские мотивы у Стругацких — это часть антуража, никакой живой религиозностью произведение не отмечено. Вера в тот период авторов ещё не интересовала. Гораздо сильнее эти мотивы проявились в романе «Отягощённые злом, или Сорок лет спустя». В «Граде обреченном» библейская и апокрифическая образность позволила писателям вскрыть глубинные мотивы в поведении главного героя и описать его духовные поиски. В романе «Град обреченный» также сильны экзистенциальные мотивы бренности и цикличности бытия. Дуалистические тенденции произведения, воплощённые в постоянной борьбе Андрея Воронина с окружающими его обстоятельствами, неизменно заканчиваются поражением героя. Проявляется оно в том, что стремившийся что-то понять или обрести Воронин в итоге пришёл к началу, так ничего и не осознав.

### Мифологическая интерпретация
По мысли иркутских исследовательниц А. Ю. Зюрик и Е. В. Сумароковой, «Град обреченный» удобно сопоставлять с замятинским романом «Мы» в контексте мифологизации пространства. Если Е. Замятин, полемизируя главным образом с Т. Кампанеллой, выстроил пространство романа по классическому канону, то у Стругацких Город изображён далеко не так прозрачно. С одной стороны, здесь действует мифологическая бинарная оппозиция «Хаос — Космос», с другой — все герои романа являются добровольцами — участниками Эксперимента. Космос — это пространство, охваченное деятельностью людей. За границей этой деятельности начинается Хаос. На юге, за фермерскими хозяйствами, — болота, на которых живут «краснухи», похожие на крокодилов. На севере — заброшенные кварталы Города, в буквальном смысле Антигород, откуда люди уходят, потому что там нет воды. Там обитают «акульи волки» и многие иные существа. Над Хаосом и Космосом светит искусственное солнце («вроде лампочки»), которое включается и выключается. Теоретически должны быть экспериментаторы (по разным предположениям — Бог или инопланетяне), но их никто не видел, а иллюзия наличия «внешней силы» поддерживается существованием Наставников, которые есть у всех горожан, вплоть до бандитов. Классический мифологический сюжет представлен в «Граде» мечтой об упорядочении Хаоса и усмирении хтонических сил. И сюжет романа построен на архетипической инициационной структуре. Андрей Воронин в известном смысле похож на героя романа Замятина Д-503, так как ему постоянно нужен враг, с которым нужно бороться. На каждом уровне эксперимента у Воронина есть задача, архетипически сопоставимая с задачей культурного героя: на первом уровне он мусорщик и должен убрать всю грязь, на втором он следователь и должен бороться с преступностью, на третьем он — редактор и должен бороться с ложью, на четвёртом он советник по науке. Но чем дольше Воронин живёт в Городе, тем очевиднее ему становится, что никакой «внешней силы» не существует и миссия его неосуществима. Более того, и Космос-порядок иллюзорен, так как в любой момент может погаснуть солнце, вода — превратиться в желчь и наконец обрушиться «рябь», в которой исчезнут все люди. Победить этот Хаос невозможно, потому что у него нет причины. Нет смысла и в человеческой деятельности, так как героя в любой момент могут передвинуть на другой уровень, где ему придётся начинать всё с нуля. Красное Здание выступает овеществлённым Хаосом, появляющимся непременно по ночам в самых разных местах. Такую жизнь невозможно ни понять, ни упростить, и тяжелее всего с бредовой реальностью смиряются герои с мифологизированным сознанием, прежде всего — Андрей Воронин. Не случайно первым не выдержал Дональд Купер — несомненный культурный герой, функция которого — сопротивляться. Он постоянно носит с собой оружие, но сопротивляться здесь некому. Следующим погиб Кэнси Убуката, свято веровавший в неизменную и ненарушаемую истину. Однако Фрицу Гейгеру удалось овладеть ситуацией, именно упростив её — возглавив восстание против Эксперимента, противопоставив мифу Наставников свой собственный миф. На митинге, когда зажглось солнце, Гейгер сравнивается с Господом Богом, сказавшим: «Да будет свет».
Андрей, пройдя все уровни посвящения, расстаётся с идеей единого для всех мифа и единой для всех идеи, ради которой можно и имеет смысл жертвовать жизнью. Если Гейгер так и остаётся одержимым ненавистью и властью, то Андрей познаёт цену и того, и другого. Не случайно во время игры с Великим Стратегом он слышит трагическую музыку, как если бы проходили гигантские похороны, на которых тысячи и тысячи людей провожали своих близких и любимых. В финале Воронин остаётся в тотальном вакууме: нет внешней силы, нет врагов, нет смысла во вражде и власти, и даже Наставник — это он сам. Наконец Андрей и его мудрый друг Изя видят в истоке мира зеркало и в нём свои отражения. Всё пространство Града — это дорога, но она построена как лента Мёбиуса, ведя только в нулевую точку. Выстрелив в своё отражение, Андрей открывает глаза в 1951 году в доме матери. Стругацкие не дают возможности понять, состоялась ли инициация героя.

## Комментарии
1. ↑  Название заимствовано от картины Н. К. Рериха и является церковнославянизмом, поэтому произносится обреченный, а не обречённый[1].
2. ↑  «…Андрей горячо втолковывал ему, что здесь он готов на любую работу, здесь — любая работа даёт особое удовлетворение, что он замечательно чувствует себя, работая мусорщиком…

— Вот я — мусор…щик! — выговаривал он с трудом. — Мусорг… мусоргщик!

А Изя, плюясь ему в ухо, долдонил что-то неприятное, обидное что-то: якобы он, Андрей, на самом деле просто испытывает сладострастное унижение от того, что он мусорщик („…да, я мусорг…щик!“), что вот он такой умный, начитанный, способный, годный на гораздо большее, тем не менее терпеливо и с достоинством, не в пример другим-прочим, несёт свой тяжкий крест…»[11]
3. ↑  Своего партнёра в полувоенной форме Воронин «мучительно» не узнаёт, хотя описание внешности И. В. Сталина дано во многих деталях. В пешках Стратега читатели-современники безошибочно опознавали Л. Д. Троцкого и командарма С. М. Будённого, а также маршала Тухачевского[12].
4. ↑  Польский литературовед Войцех Кайтох самостоятельно пришёл к этому же выводу, впрочем, обобщив его: «Жизнь главного героя после смерти может начаться „с начала“, повторно»[60].
5. ↑  Борис Стругацкий в офлайн-интервью (12 марта 2003 года) тоже заявил, что после разочарования Воронину больше нечего делать. «Даже если бы он дотянул до Перестройки, он оказался был слишком стар, чтобы активно строить новую Россию. Впрочем, когда человеку за 60, проблемы идеологии мало его беспокоят. Не до того. Нет проблемы „как жить“, есть проблема, „как выжить“»[80].
6. ↑  Борис Стругацкий в 1999 году утверждал, что рассуждения Изи не повлияли на мировоззрение Андрея. Он потерял идеологическую опору и так не нашёл новой идеологии[81].
7. ↑  Войцех Кайтох связывал с финальным фантдопущением «Града» сюжетообразующую конструкцию позднего рассказа Аркадия Стругацкого «Подробности жизни Никиты Воронцова» — о человеке, который прожил неопределённое множество жизней, каждый раз стартуя из 1937 года и сохраняя память предыдущих существований[83].
8. ↑  В. Милославская отмечала, что в речи Андрея в Пантеоне проводится параллель между политиком и богом-творцом, преобразующим хаос в космос. Величие — то, что позволяет человеку надолго оставаться в памяти народа. Однако в попытке достучаться до оживших истуканов Андрей с горечью говорит: «Я идолопоклонства не люблю. Делам надо поклоняться, а не статуям. А может быть, даже и делам поклоняться не надо. Потому что каждый делает, что в его силах. Один — революцию, другой — свистульку. У меня, может, сил только на одну свистульку и хватает, так что же я — говно теперь?..»[88].
9. ↑  Б. Н. Стругацкий пояснял, что «вертихвостками» (от англ. Foxtailer) на жаргоне 1940—1950-х годов именовали шведских проституток, промышлявших в автомобилях[92]. В черновике Сельма сама разъясняет Андрею смысл этого слова: «Не для денег же… Это для собственного удовольствия. Называется фокстейлеры. Понял теперь?»[93]
10. ↑  «В грузовиках и между грузовиками стояли люди с белыми повязками, а по бульвару среди горящих деревьев и кустов бегали с воплями и визгами люди в полосатых пижамах и совершенно обезумевшие павианы. Все они спотыкались, падали, карабкались на деревья, срывались с ветвей, пытались спрятаться в кустах, а люди с белыми повязками стреляли, не переставая, из винтовок и пулемётов. Множество неподвижных тел усеивало бульвар, некоторые дымились и тлели. С одного из грузовиков с длинным шипением излилась огненная струя, клубящаяся чёрным дымом, и ещё одно дерево, облепленное чёрными гроздьями обезьян, вспыхнуло огромным факелом. И кто-то завопил нестерпимо высоким фальцетом, перекрывая все шумы: „Я здоровый! Это ошибка! Я нормальный! Это ошибка!..“»[114]
11. ↑  Дмитрий Быков считал образ Дональда важным для понимания контекста романа. Модель его поведения отсылает к Саулу Репнину — герою ранней повести «Попытка к бегству». Во время нашествия павианов Дональд единственный начинает стрелять: он выменял пистолет на часы с репетиром. Саул в аналогичной ситуации расстреливает инопланетные машины. Дональд в конечном итоге стреляет в себя, потому что всех павианов расстрелять нельзя. Это метафора борьбы одиночки с системой, являющаяся существенной для всего творчества Стругацких. Однако Дональд признался Андрею, что Эксперимент катится по его костям, как асфальтовый каток. С точки зрения Д. Быкова, это мысль, «которая пока нами не додумана или не прочитана». Навык индивидуального сопротивления системе не работает. Дональд — это выходец из США 1950-х годов, интеллектуал, социолог, который без пистолета себя не мыслит, искренне полагая, что, «если у вас есть пистолет и твёрдая нравственная ориентация, вы можете решить все проблемы»[85].
12. ↑  С возрастом Кацмана связана одна из самых больших авторских несообразностей, которые Стругацкие сами заметили, но так и не собрались исправить («Значит, забыли»). В черновике романа в сцене допроса значилось, что Изя Кацман родился в тридцать третьем году, что было сразу же исправлено на тридцать шестой год. Годом его отбытия в Город сначала был 1967-й, затем — 1968-й. Далее авторы решили отправить его после чехословацких событий, на что намекало множество деталей: Изя исполняет «Аве, Мария!» Галича и заявляет, что встречал в Красном Здании Василя Биляка. Однако авторы забыли при этом исправить фрагмент с «шестьдесят седьмым» годом. Несообразность осталась и в самом конце: в январе 1951 года Изе должно быть четырнадцать-пятнадцать лет, и такой возраст не слишком подходит для финальной сцены романа с игрой в прятки и «детскими голосами внизу»[140].